# Örsújfalu
Koordináták: é. sz. 47° 45′ 50″, k. h. 18° 02′ 35″47.763792°N 18.042983°E

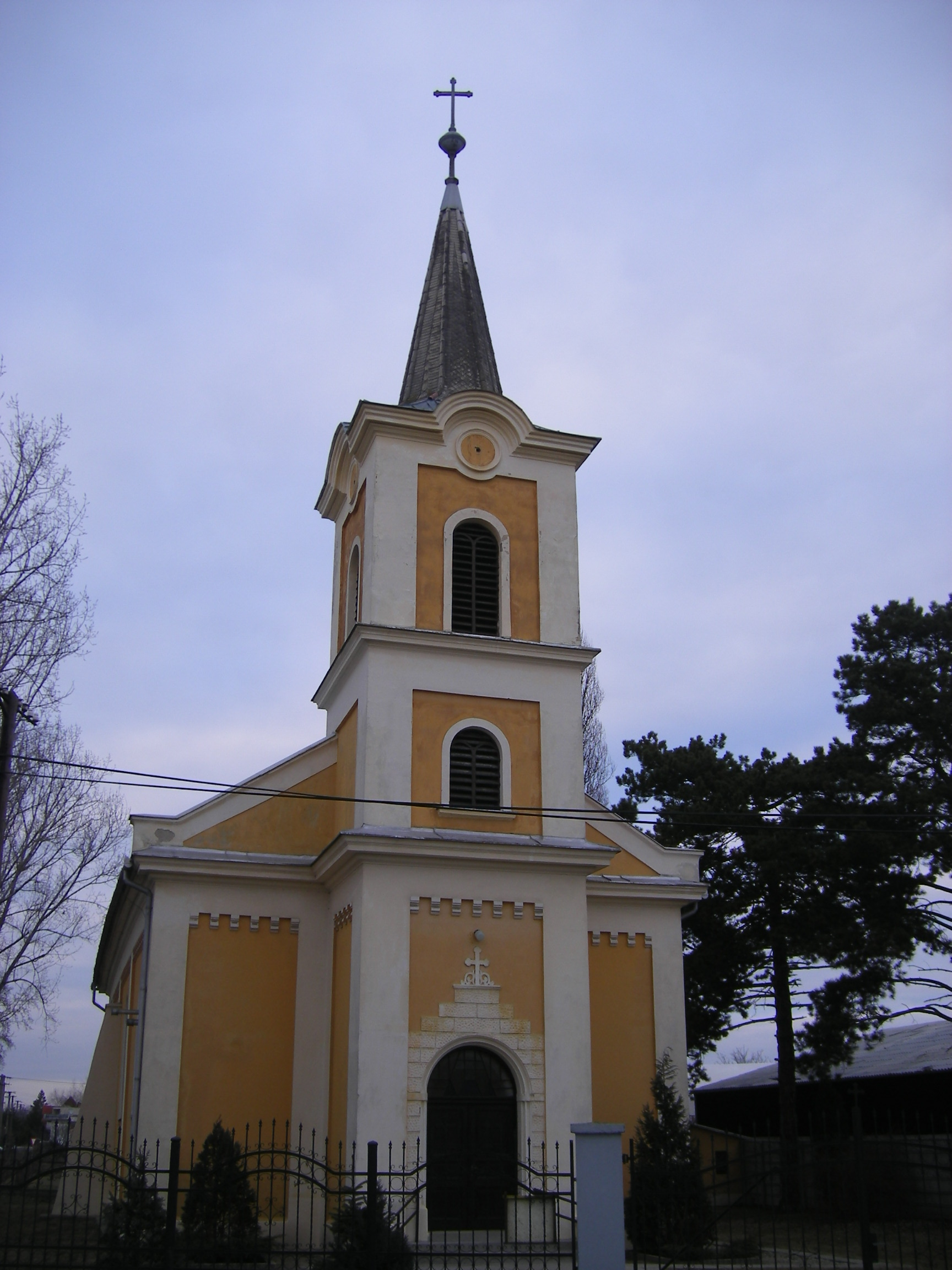
A római katolikus templom

Örsújfalu (1899-ig Duna-Újfalu, szlovákul: Nová Stráž, németül: Neudörfel) Komárom városrésze Szlovákiában, a Nyitrai kerületben, a Komáromi járásban. Gyakran csak Újfalu néven emlegetik.

## Fekvése

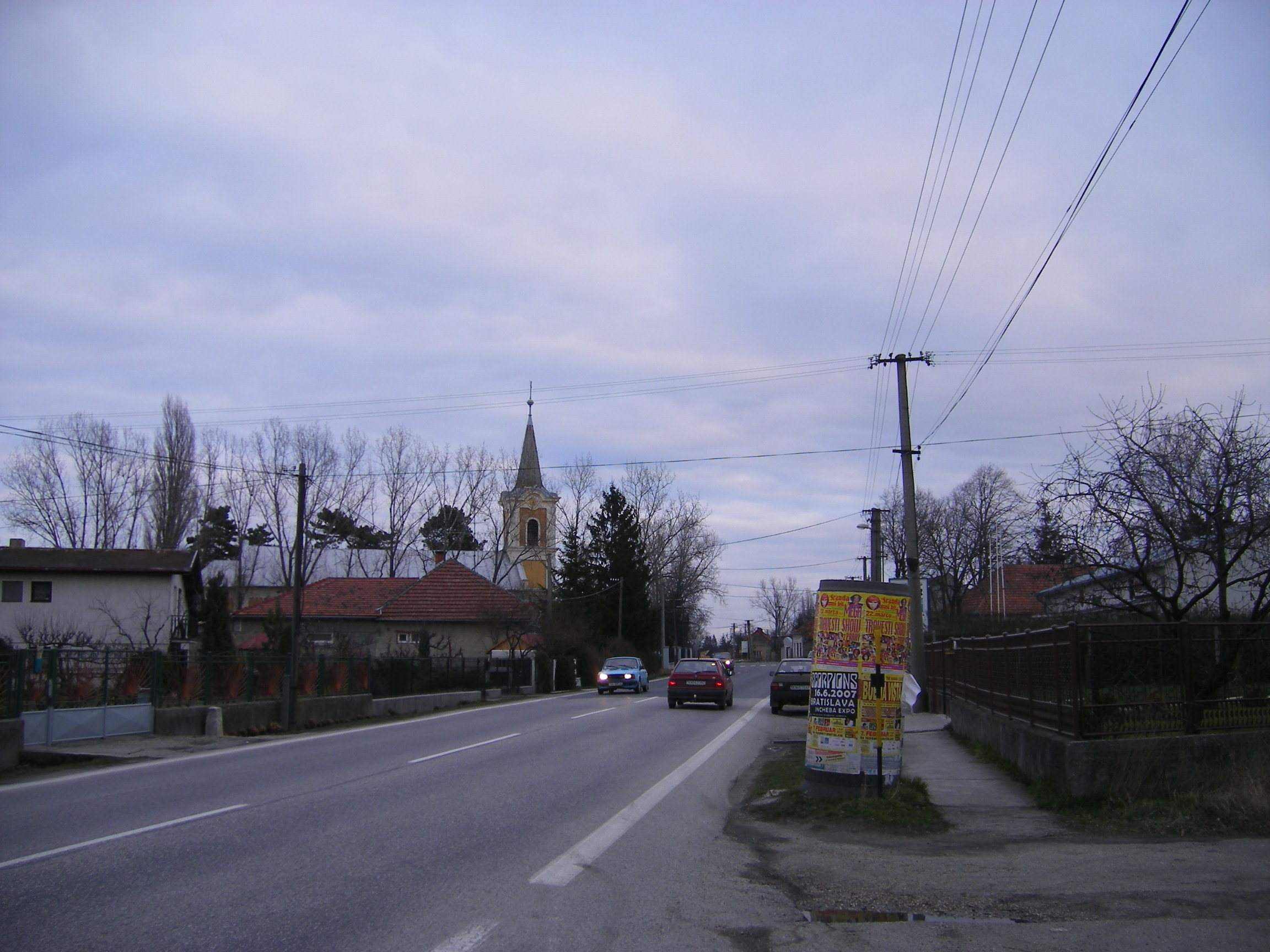
Örsújfalu főutcája

Komárom belvárosától 6 km-re nyugatra, a Duna bal partján fekszik. Keresztülhalad rajta a Komárom-Pozsony közti 63-as autóút, vasúti megállóhely a Komárom-Pozsony vonalon.
Örsújfalu egyike a Komáromot alkotó két kataszteri területnek (a másik maga Komárom). Kataszteri területe 22,92 km². Szentpálpuszta (Pavel), Cserhátpuszta (Čerhát) és Pusztatamási (Tomáš) tartoznak hozzá.

## Nevének eredete
Nevének magyar előtagját a határában levő Dunaörspusztáról kapta. Ez a terület ugyanis a honfoglalás után Örs szállásterülete volt. Az Örsújfaluval teljesen egybeépült Vadas (Divina) település neve az egykori királyi vadaskertek nevét őrzi.

## Élővilága

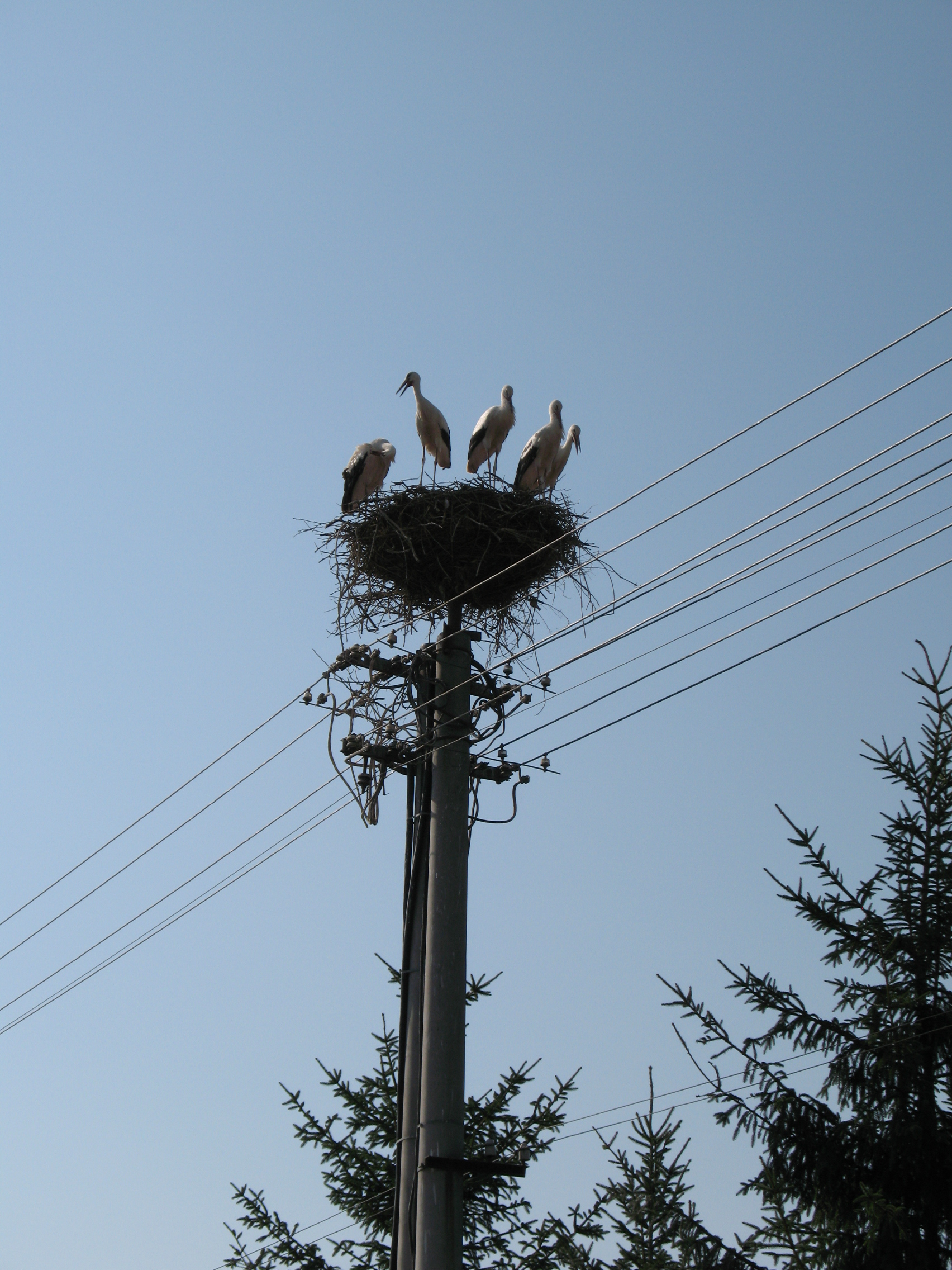
Gólyafészek Örsújfalun 2012-ben
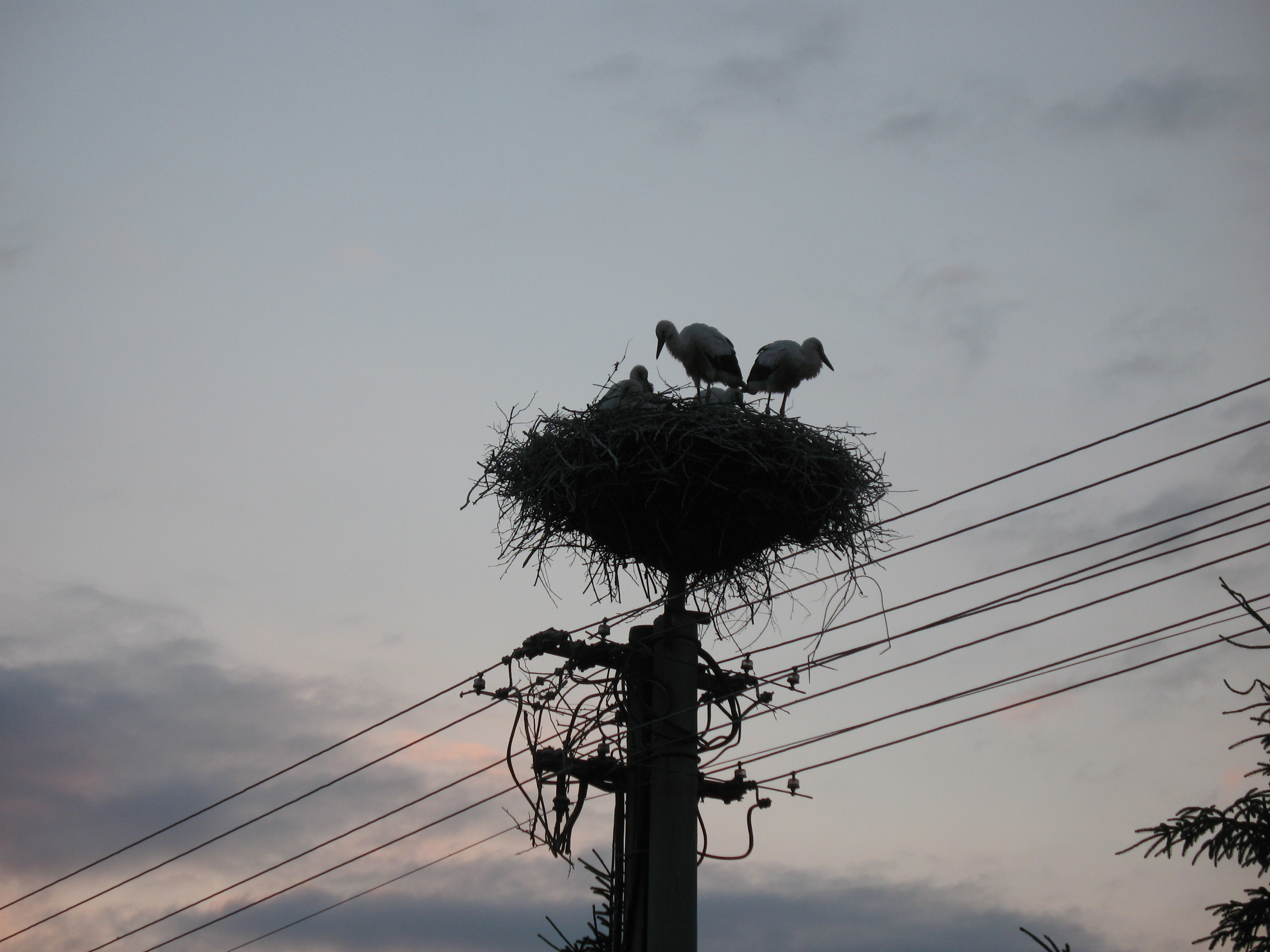
2013
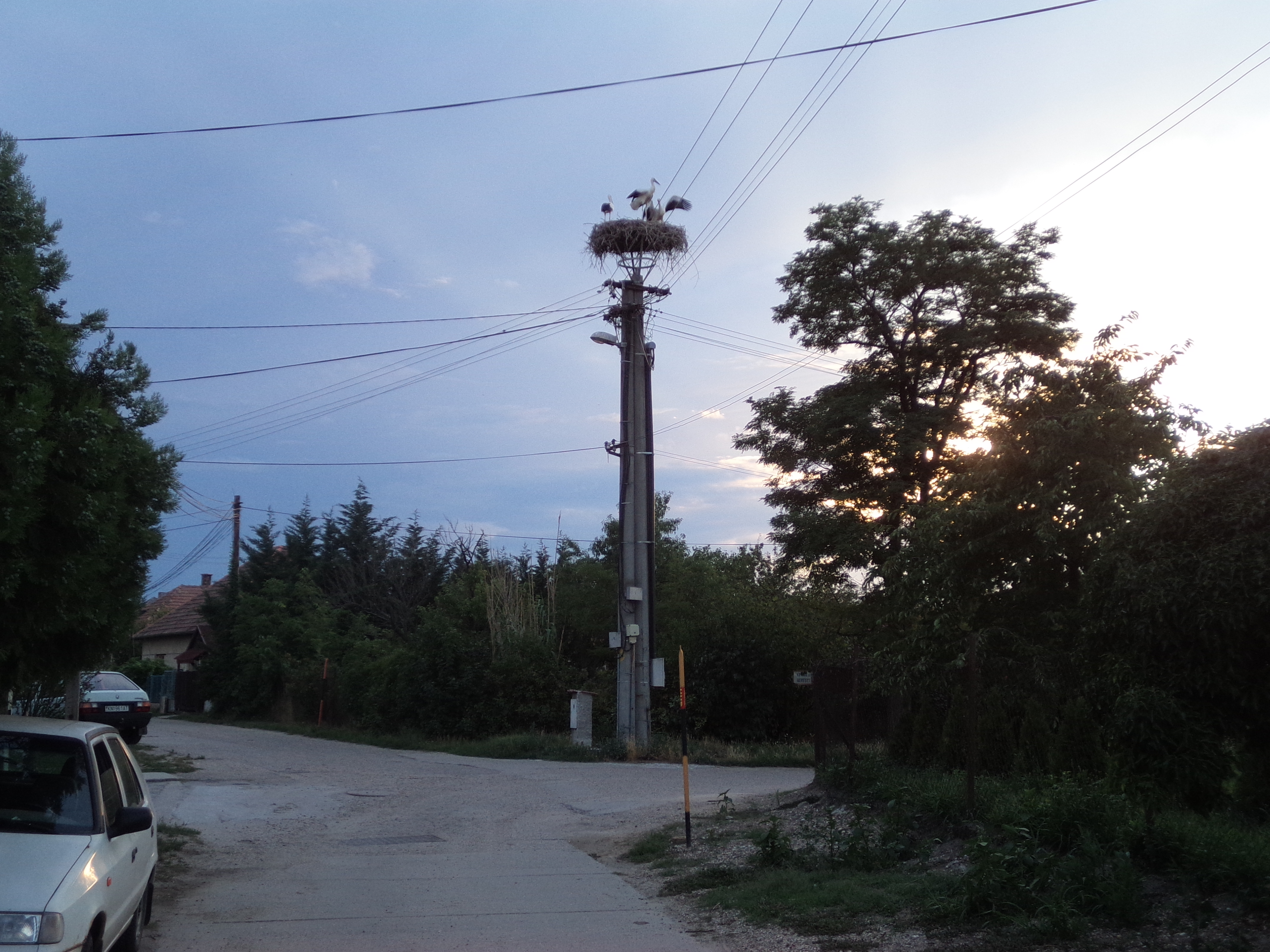
2017
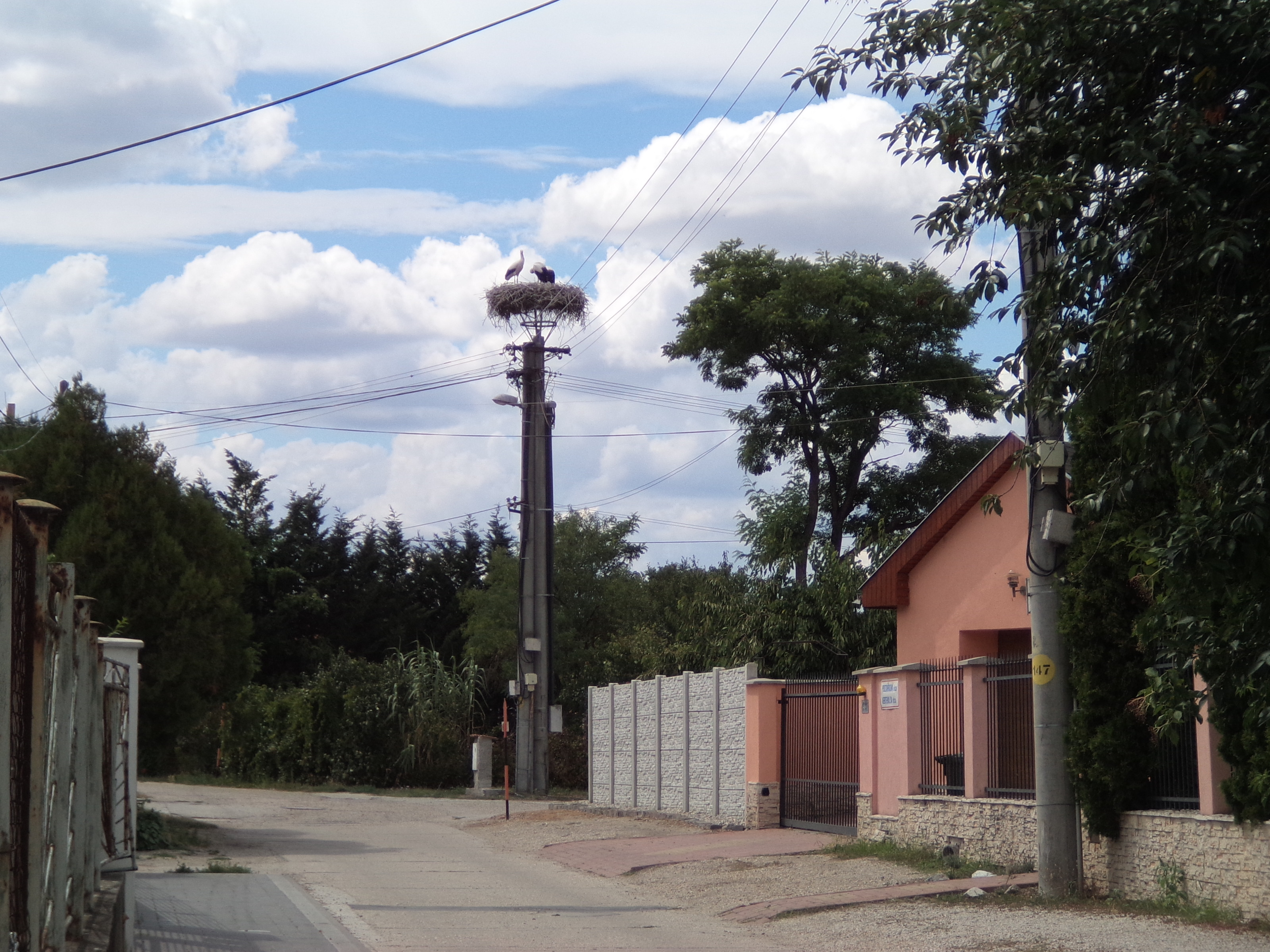
2020
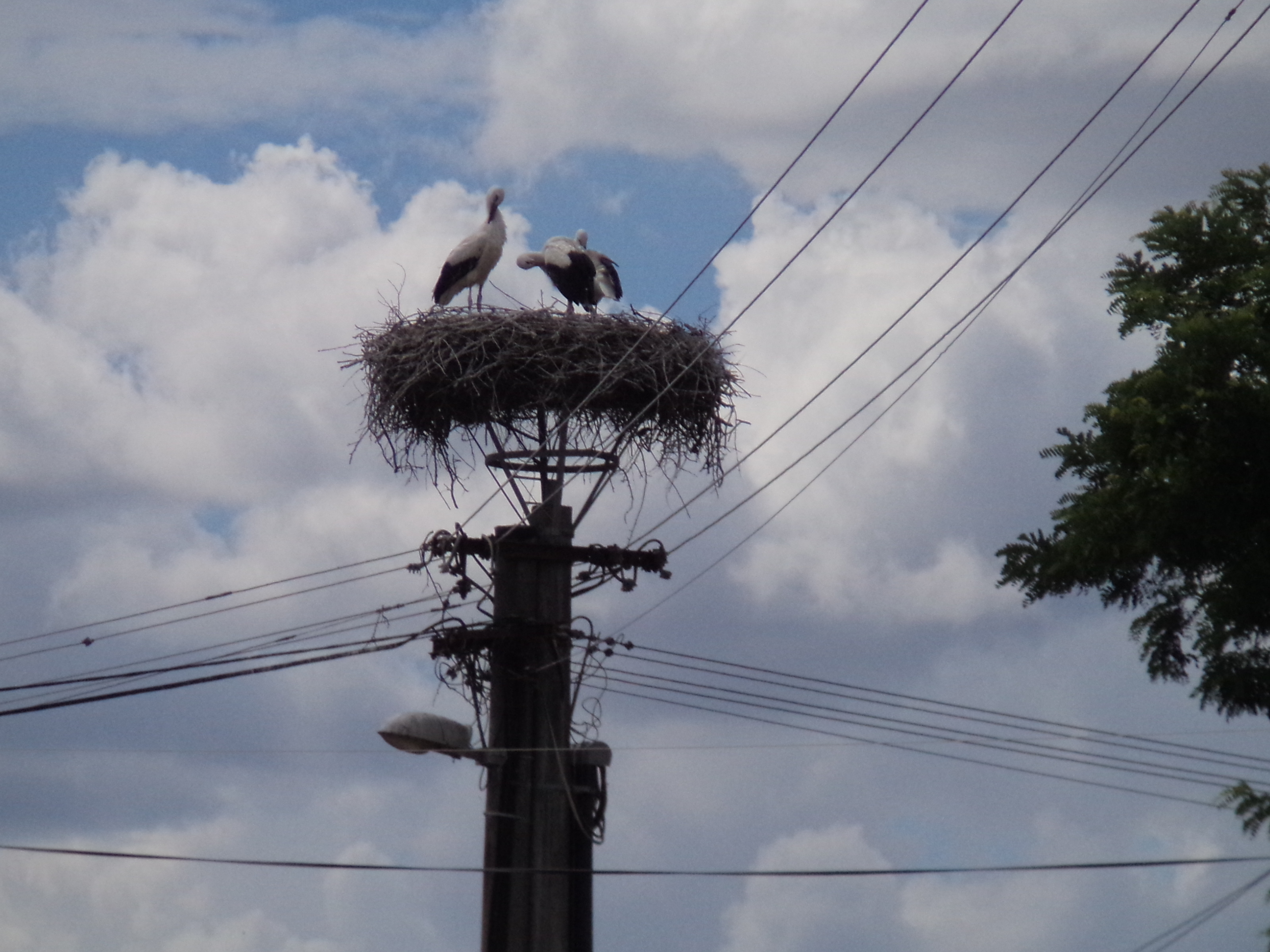
2020
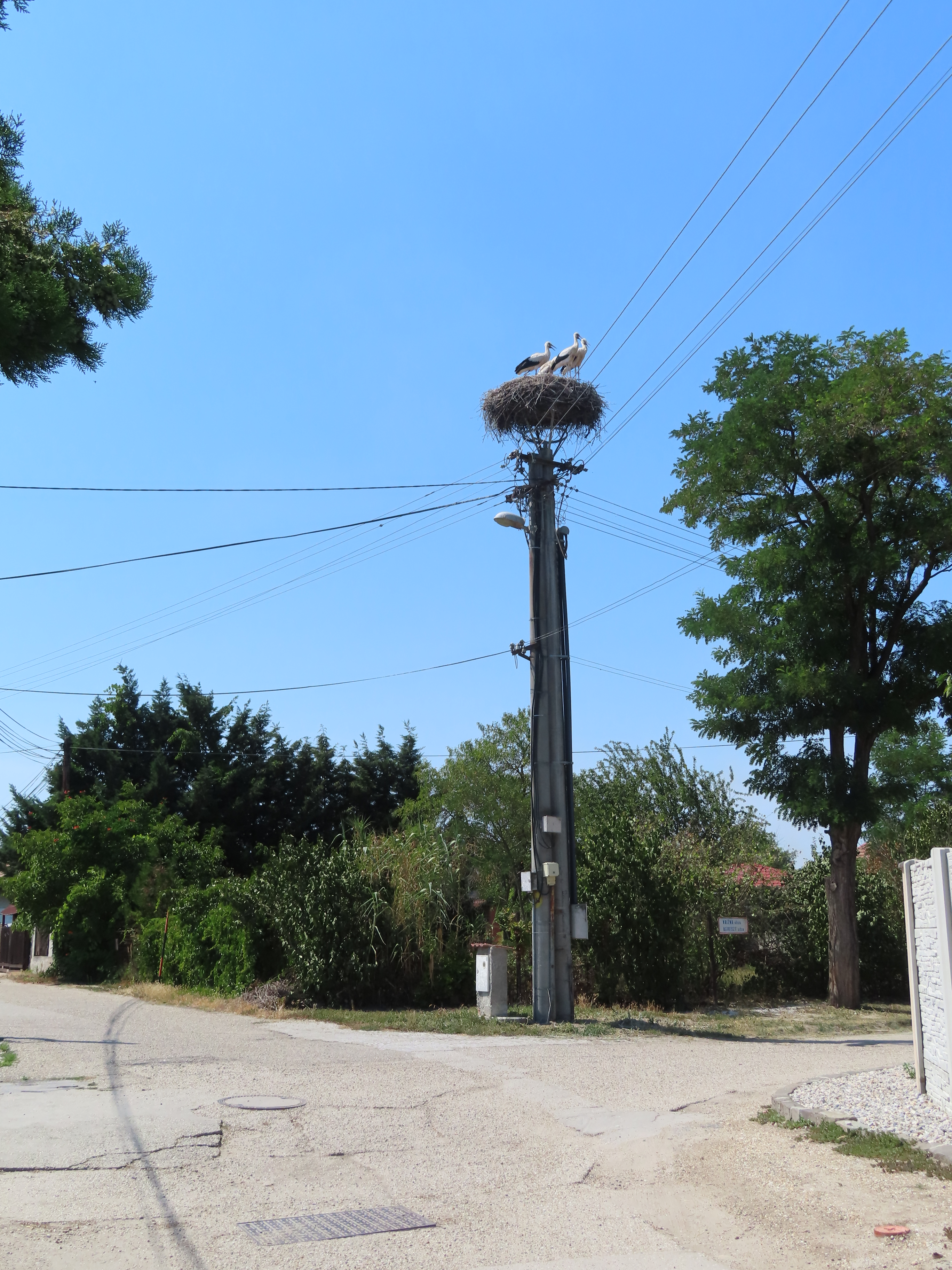
2022

Örsújfalun több gólyafészek volt az idők során, melyek elpusztultak. 2012-ben az egyik gólyafészekben 4 vagy 5 fióka kelt ki. 2016-2021 között sorozatosan 3 fiókát, 2022-ben 4 fiókát számláltak.

## Története
Területe már a honfoglaláskor lakott volt, ekkor Kézai szerint Örs kun vitéz nemzetsége birtokolta. 1256-ban „Vrs” alakban szerepel. 1407-ben érseki nemesek kiengedték halastavából a halakat. 1427-ben a Födémesi családbeliek fizették ki özv. Checheni Katalin örsi hitbérét. 1663-ban a török elpusztította, a 18. században a Zichy, majd a Nádasdy család birtoka.
Vályi András 1796-ban kiadott geográfiai szótárában így ír a faluról: „ÚJFALU. Komárom Várm. földes Ura Gr. Zichy Uraság, fekszik Komáromhoz nem meszsze, mellynek filiája; határja jól termő.”
A 19. század közepén Fényes Elek ezt írja róla: „Ujfalu, magyar falu, Komárom vmegyében, Örs puszta mellett Komáromhoz nyugotra 3/4 órányira, rónaságon. Határa 2320 9/10 hold, mellynek harmada szántóföld, harmada legelő. Az urbéri föld tesz összesen 2234 2/10, a földesuri és curialis birtok 86 7/10 holdat. Egész jobbágy telke van 14 14/32; mellyet 24 gazda bír; ezenkivül 3 urbéri zsellér és 10 lakó számláltatik. Földe termékeny porhanyos fekete agyag. Lakosai 413 lélekre mennek, vallást illetőleg rom. katholikusok, s a rév-komáromi anyaegyházhoz tartoznak. A földmivelést, ló- és szarvasmarha-tenyésztést sikerrel űzik. Határában sok mocsáros hely találtatik. Földesura gr. Zichy Miklós, ki az egész jobbágyságot és zsellérséget birja, ezenkivül allodialis földe 27 1/10 hold, s ugyan ővé az erdős dunasziget is. Birtokos még gróf Nádasdy Leopold 23 5/10 holddal, és a rév-komáromi plébános, ki 36 1/10 h. szántóföldet bir. Hajdan Alsó-Őrsnek neveztetett s ebben birt részjószágát Csóka Erzsébet Csabay György hitvese Pál Jánosnak zálogositja el.”
Borovszky Samu monográfiasorozatának Komárom vármegyét tárgyaló része szerint: „Dunaújfalu, magyar nagyközség, közel a Dunához. A mult század elején a Duna partján feküdt, de a gyakori árvizek elől mostani helyére volt kénytelen telepedni. Hajdan Alsó-Örs volt a neve, melyet Kézai és más krónikások szerint Örs kún kapitánytól nyert. 1260 körül már mind a két Örs említve van, (a másik a mai Dunaörs puszta). Hajdan a komáromi várjobbágyok földje volt, kiktől 1218-ban Sámuel comes itt három ekényi földet vásárolt. 1260 és 70 között az egyik Örs villa Vrs alakban van emlitve. 1256-ban IV. Béla a két Örsöt Szefrid lovagnak adományozza, ki 1264-ben birtokának egy részét Fülöp esztergomi érseknek adja el. Közben Szent Lázár szerzetesei is szereznek itt birtokot, melyet szintén az esztergomi érsek vesz meg. Az érsekség itteni birtokát 1305-ben újabb hagyatékkal gyarapította Mykó mester, ki itteni részeit hagyományozta neki s ezt később »Örs káptalani puszta« néven nevezték. 1387-ben, mikor a komáromi vár birtoka, már az Ujfalu elnevezés is felmerül, de még mindig Örs jelzővel, Vrs-ujfalu alakban. A török világban elpusztult, de 1659-ben már ismét szerepel, a mikor Izdenczy András az ura, kinek magva szakadván, Sigray János és örökösei birtokába kerül. 1729-ben Jankovich Miklós kap itt érseki adományt. Később a gróf Nádasdy, a Halasy, Sárközy, Vellesz és a gróf Zichy családok voltak a birtokosai, most pedig Darányi Ignácznak, Ruttkay Bélának és Ocsovszky Oszkár Aurélnak van itt nagyobb birtokuk. A község házainak száma 106, lakosaié 1026, a kik mind róm. kath. vallásúak, de templomuk nincsen. A lakosok hitelszövetkezetet és gazdakört tartanak fenn. 1848-ban a magyar és az osztrák csapatok között itt ütközet volt. Az árvíz is gyakran sújtotta a községet. A községhez tartozó Vadas puszta Mátyás király hajdani vadaskertjétől vette a nevét. Ide tartoznak Cserhát, Duna-Örs, Kis- és Nagy-Gadócz, Szentpál, Tamási és Vadas puszták és Czikeháza és Losonczy tanyák. Cserhát puszta azelőtt a gróf Zichyeké volt. Később Ruttkay Mártoné, majd Vestermayer Károlyé lett, azután Jokl Vilmos, majd az Ocsovszkyak birtokába került és most is az övék. Szent Pál puszta már 1268-ban megjelenik, a mikor is Szent Pálnak szentelt egyházát említik. Az a domb, melyen ez az ősi egyház állott, ma is a »puszta templom« néven ismeretes. A szentpáli templom romjainak köveit a szentpéteri templom építésére használták fel. Innen származik a szentpéterieknek az a mondása, hogy Szentpéter megette Szent Pált. 1260-70 között Szentpáli Jób is vármegyei birtokosként szerepel és egy 1268-iki oklevél szerint ez időtájt e pusztát a győri egyház népei lakták. Újabban itt is a Zichyek lettek a birtokosok. 1860-ban Ruttkay Márton vette meg és most a Ruttkay Béla birtoka. Dunaörs puszta az újabb korban a gróf Nádasdyaké volt, most pedig Darányi Ignácz dr. földmivelésügyi miniszteré, kinek itt mintagazdasága van. Gadócz puszta 1247-ben Gothue alakban szerepel és ekkor Eklyi Olthman fia András birtoka. 1260-70 között Gothouch néven, már faluként van említve. 1268-ban, a mikor a majki egyház birtoka, Kothouch alakban írják a nevét. 1483-ban az érseki papnemeseké, és ekkor possessio Gadowcnevet visel. 1624-ben a pannonhalmi főapát tiltakozik az ellen, hogy a Koppánmonostorhoz tartozó gadóczi jobbágyok a földadót a komáromi vár tisztjének fizessék. 1659-ben praedium, melynek Tatay Máté is egyik birtokosa. A mult század elején gróf Nádasdy Lipót, Ghiczy Mátyás és Sárkány Ferencz birtoka volt, ma Darányi Ignácz tulajdona.”
1920 előtt Komárom vármegye Csallóközi járásához tartozott. 1938-1945 között ismét Magyarország része.
A korábban önálló községet 1980-ban csatolták Komáromhoz. 2006 júniusától új bútorgyár (Kom-Polster) kezdte meg a termelését. Működik Örsújfalun egy pálinkafőzde is, valamint itt található a Vadas autókemping. A település keleti (Komárom felé eső) részén az utóbbi évtizedekben új családi házas utcák alakultak ki.

## Népessége
1910-ben 1217-en, túlnyomórészt magyar anyanyelvűek lakták.
2001-ben 1769 lakosa volt, ugyanekkor a hozzá tartozó Cserhátpusztán 73-an, Szentpálpusztán 74-en éltek.

## Nevezetességei

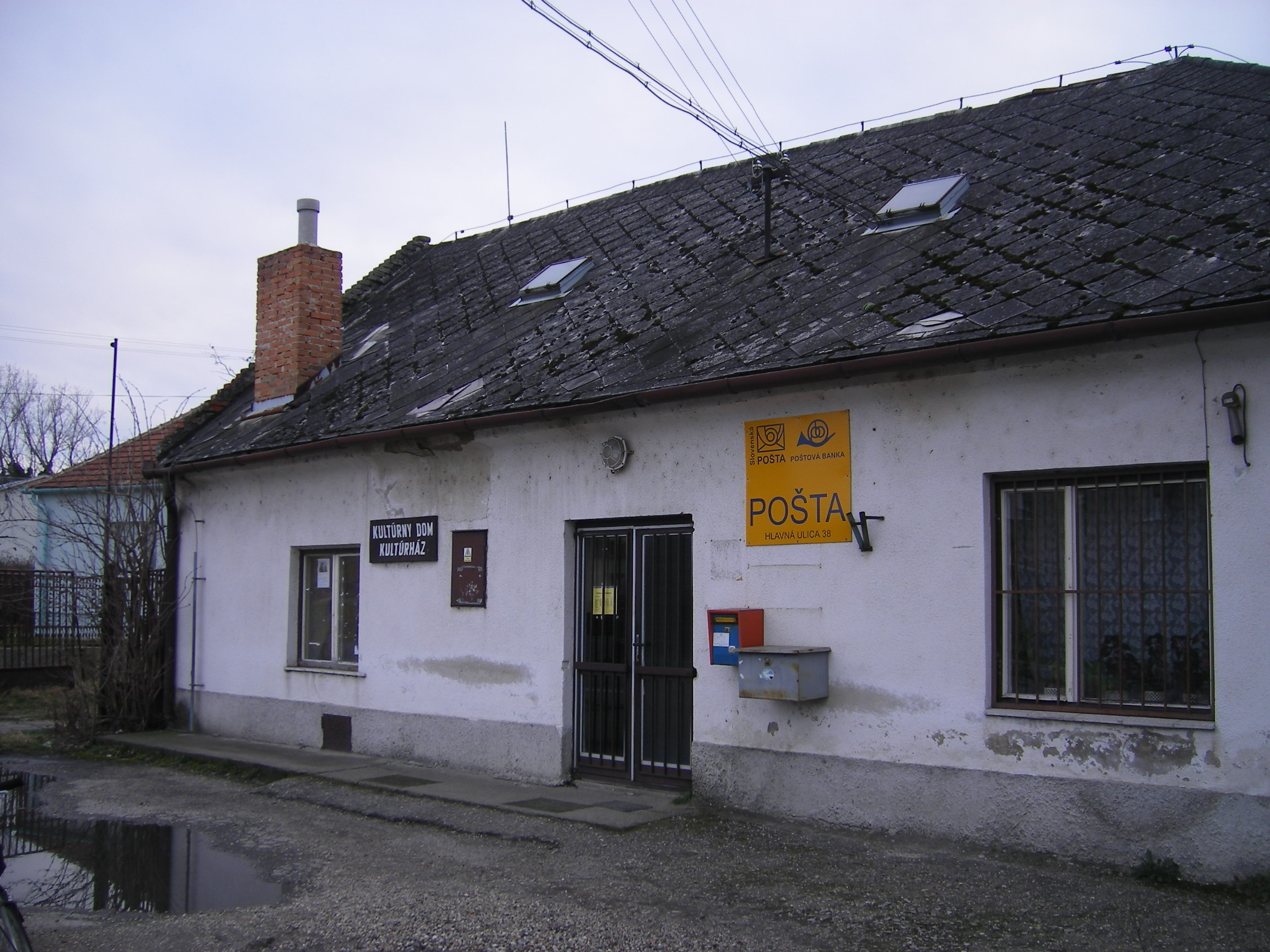
Kultúrház

- Római katolikus temploma 1910-ben épült neoklasszicista stílusban. A templom udvarában Jézus-szobor (a régi temetőből áthozva), vele szemben fából készült útmenti feszület található.
- Az egykori kastély (ma: szociális otthon) köré 1894-96-ban sok faritkaságot tartalmazó parkot telepítettek.
- Cserhátpusztán két régi harangláb is található.
- Az örsújfalusi temetőben található a második világháború áldozatainak emlékműve, rajta az 1938-as visszacsatolás emlékére avatott korabeli emléktáblával.

## Képtár

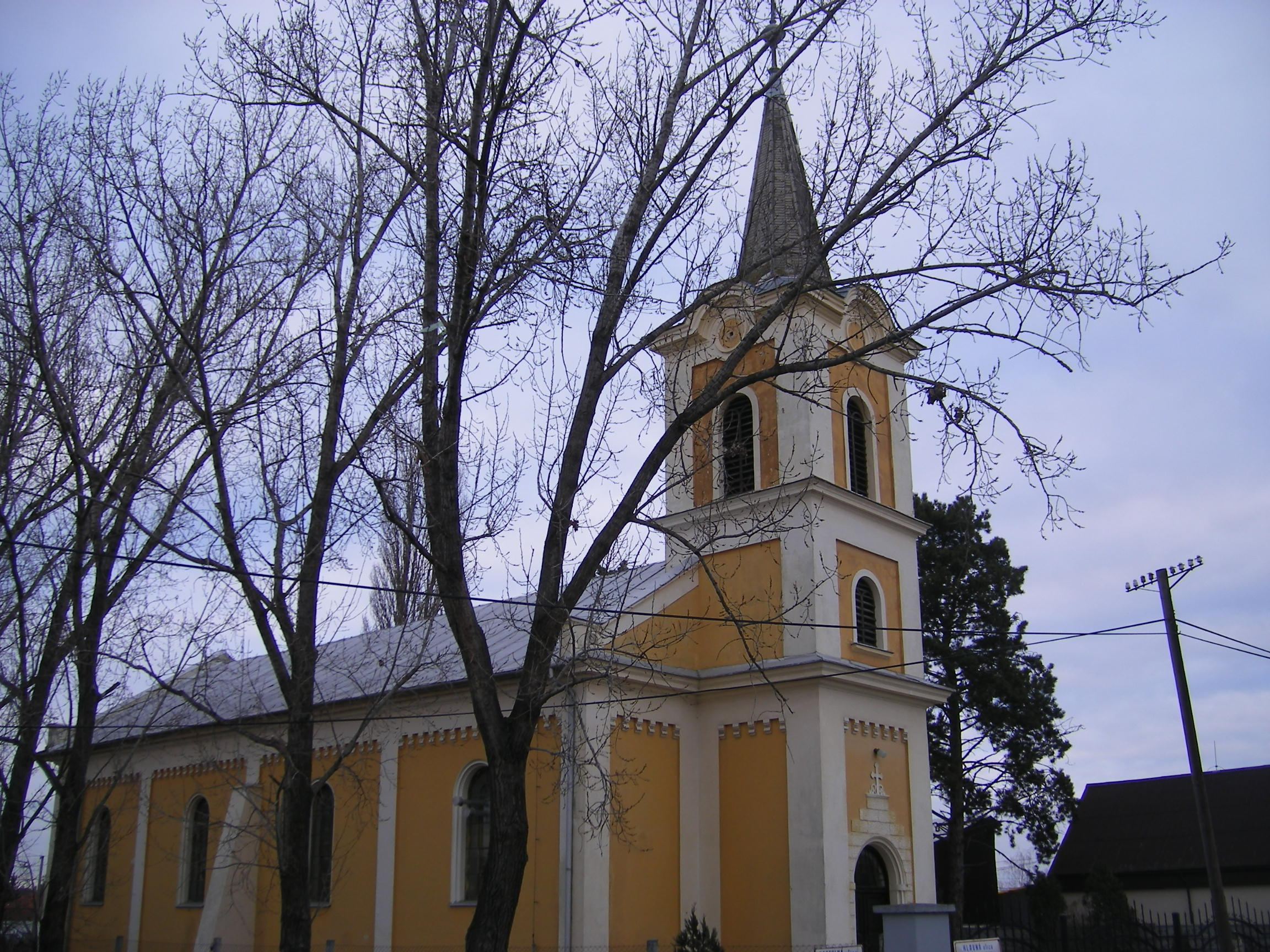
Katolikus templom
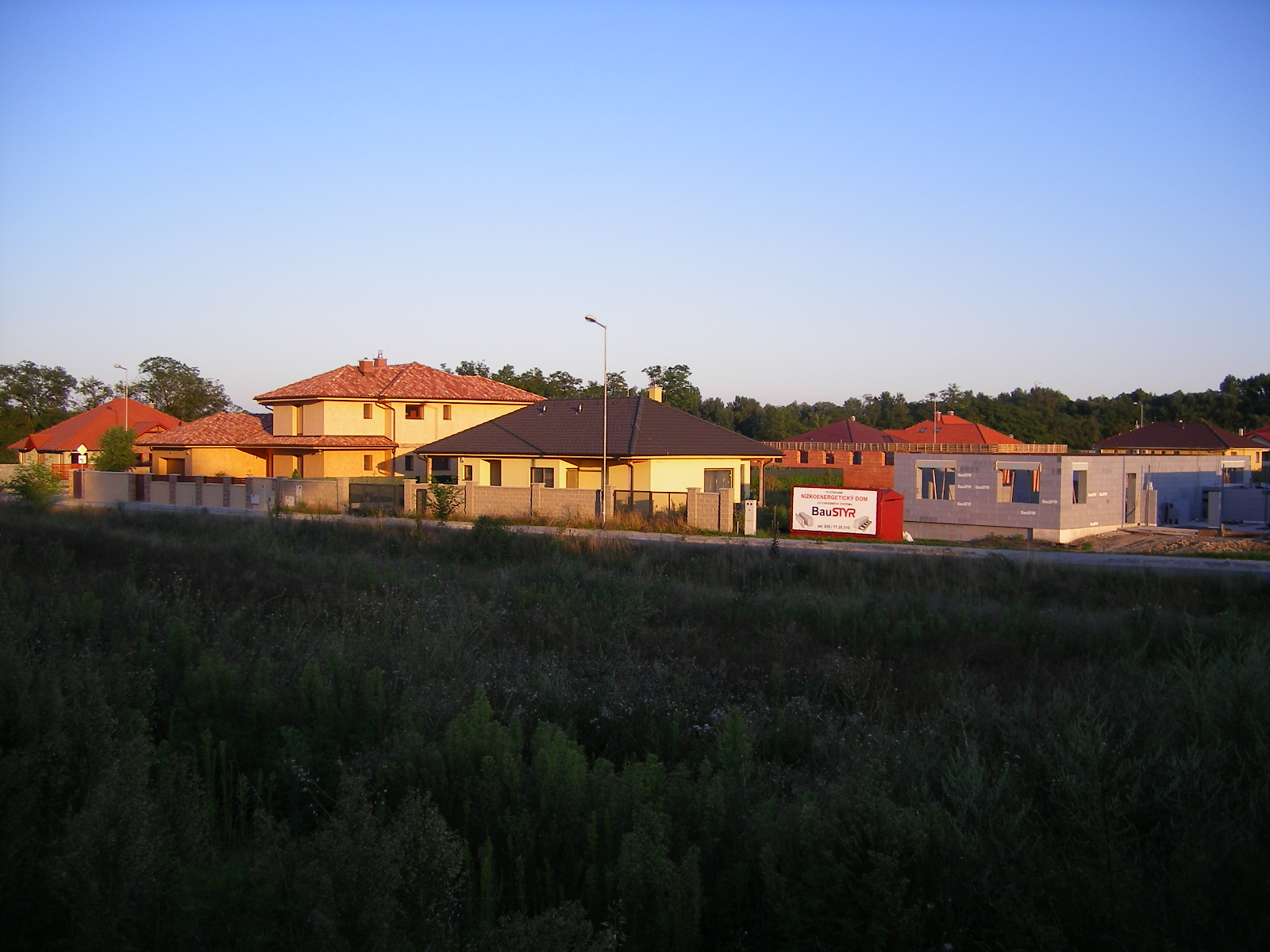
Újonnan épülő lakóházak 2008-ban
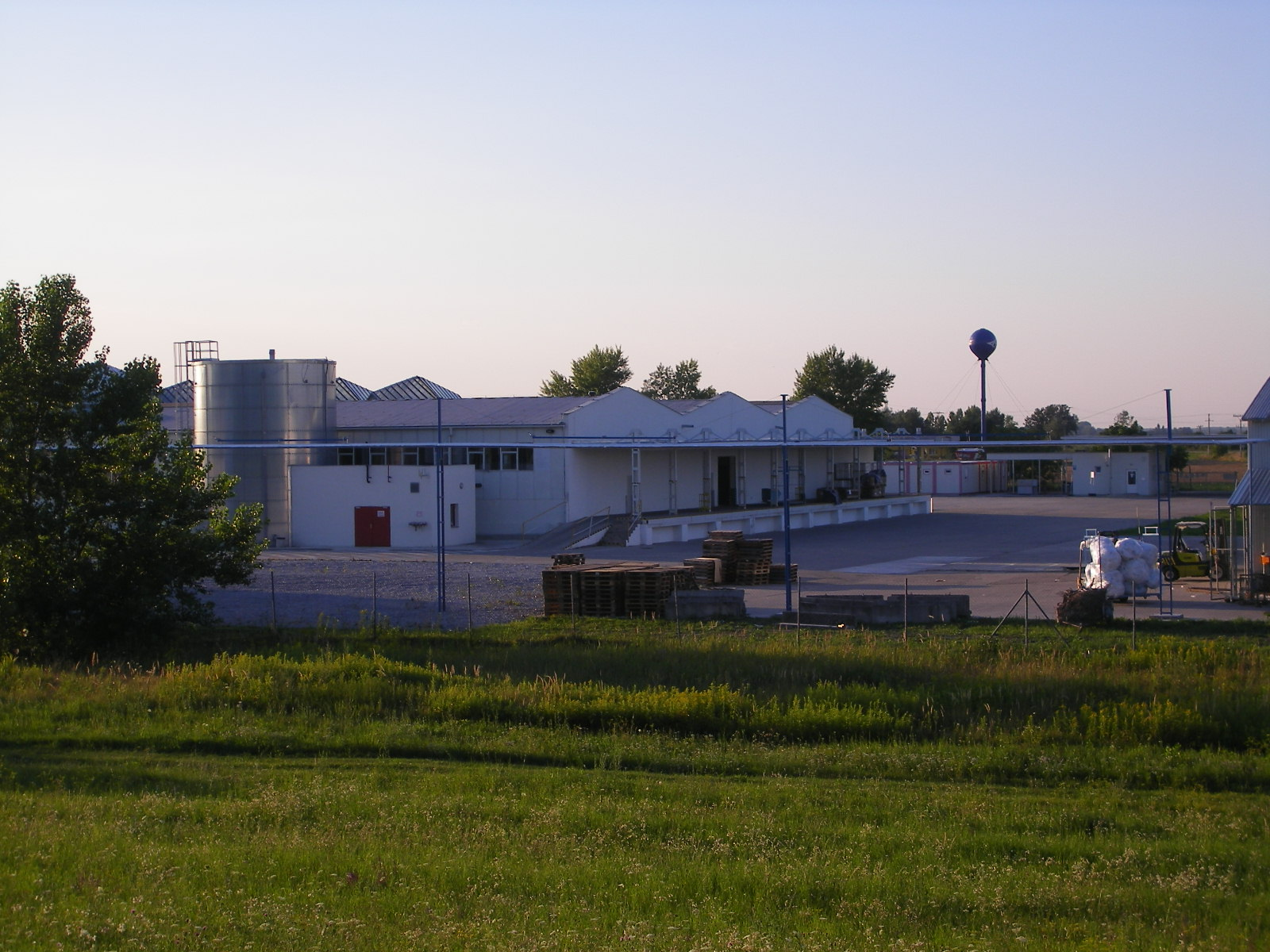
Az örsújfalusi bútorgyár
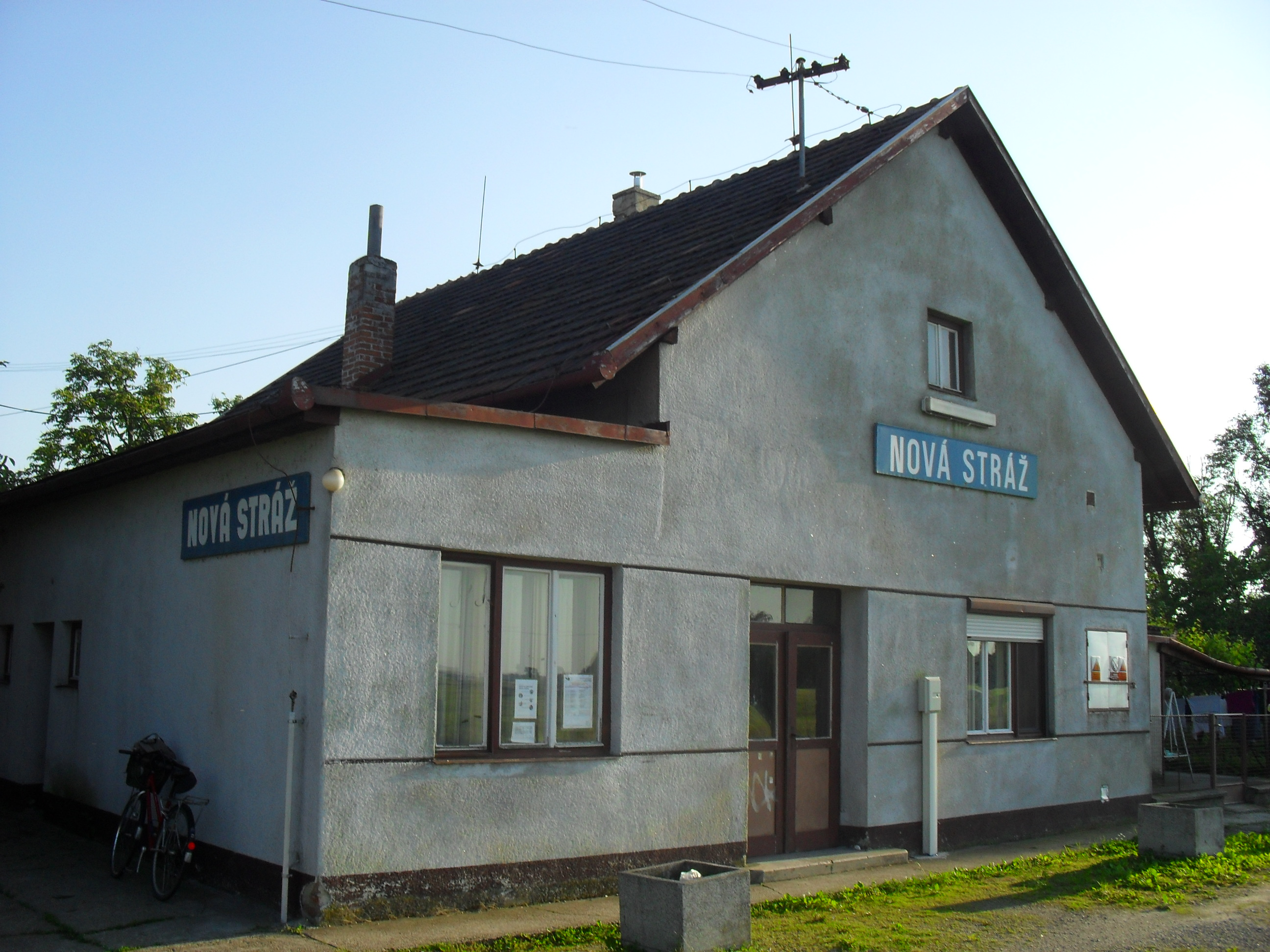
Vasútállomás
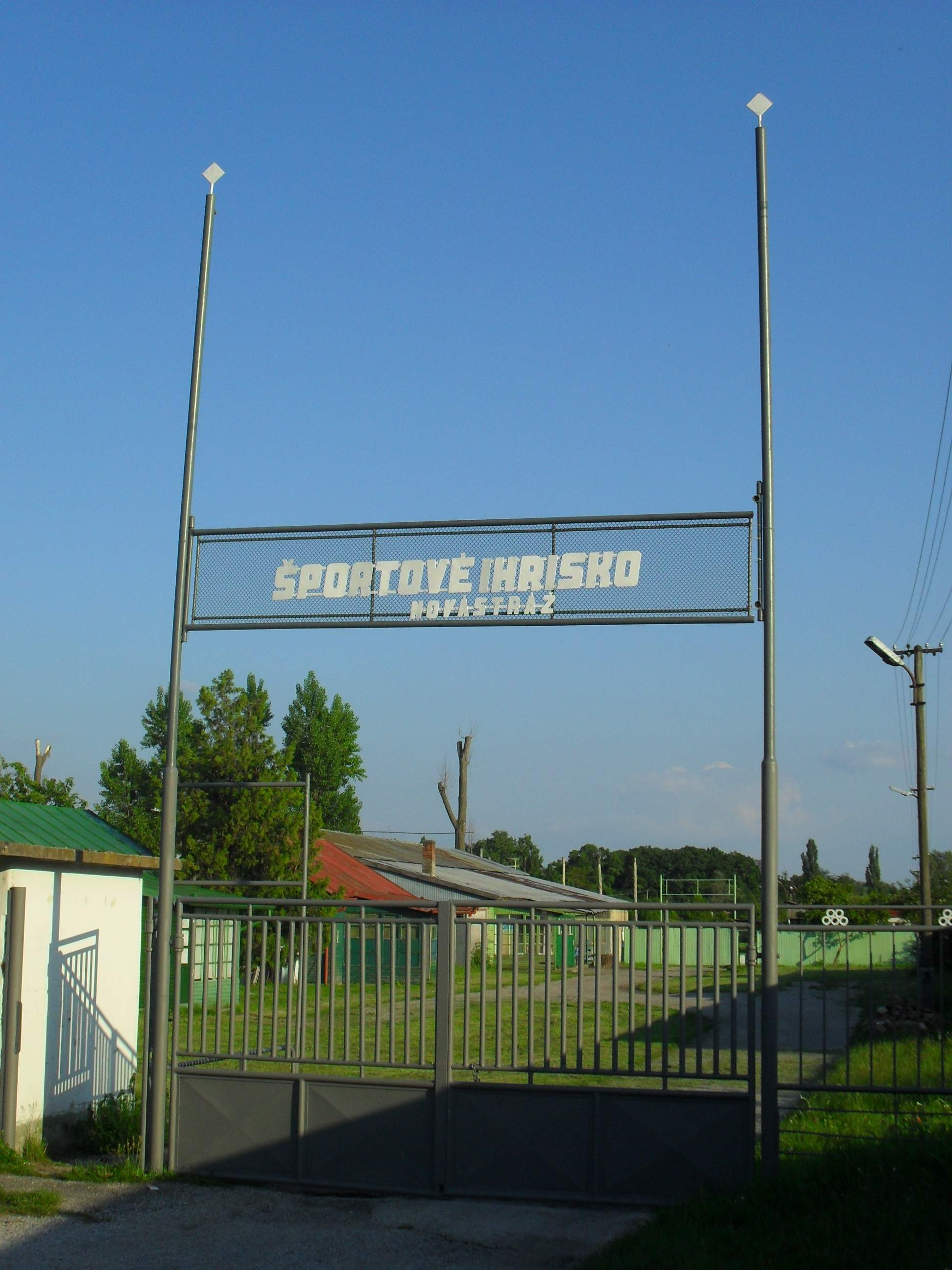
Sporttelep
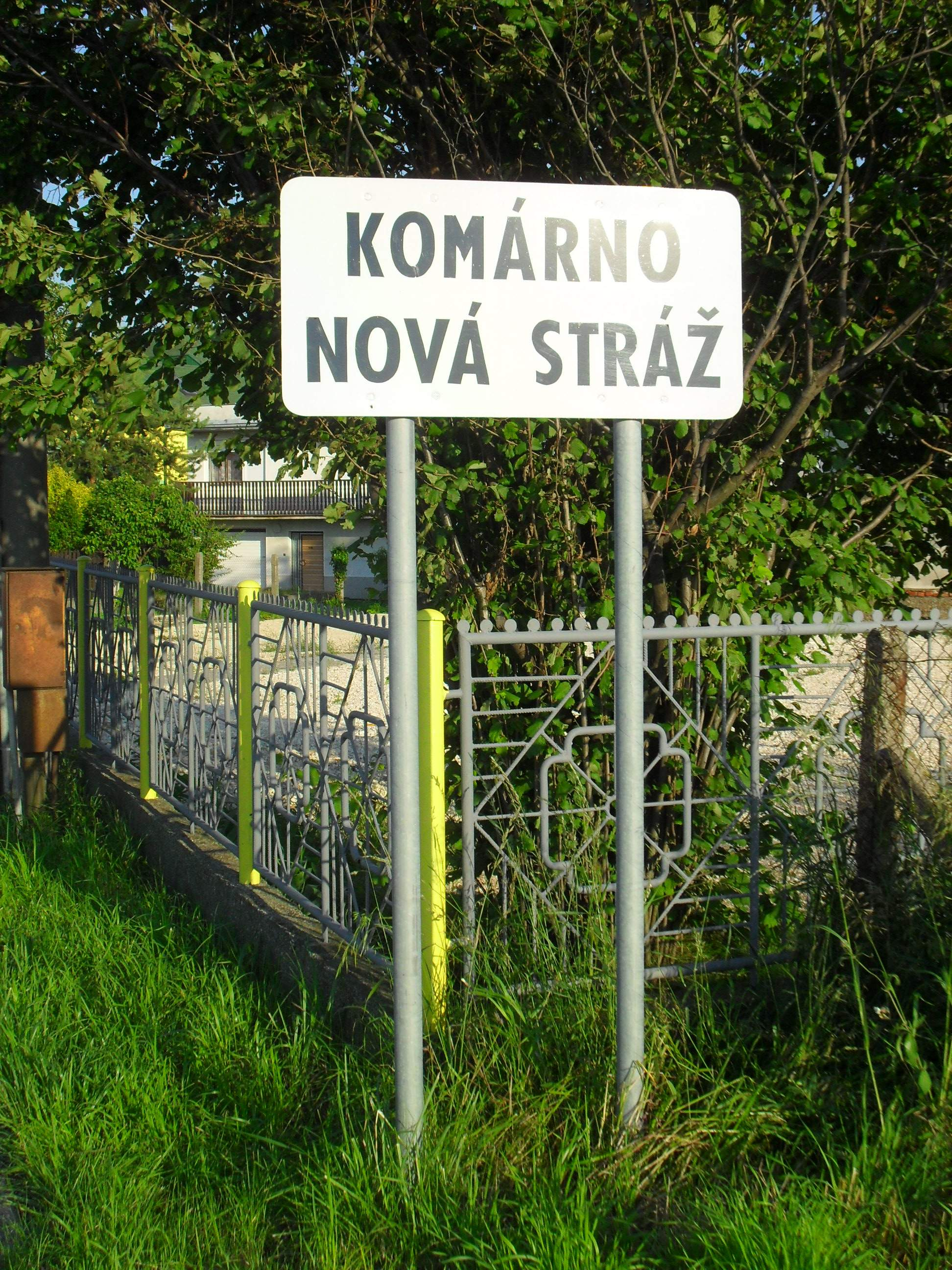
Helységnévtábla
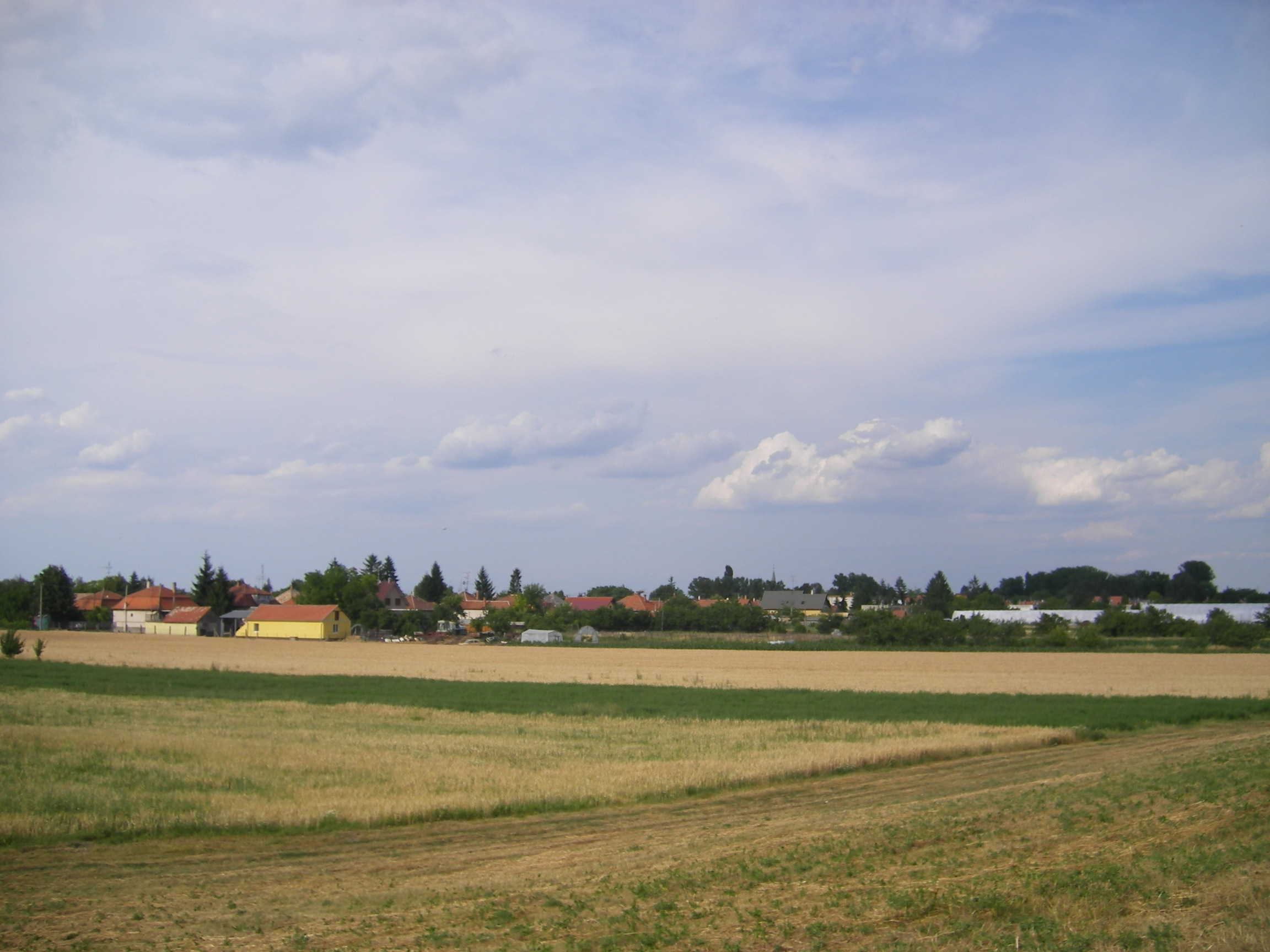
Örsújfalu látképe a Duna töltéséről
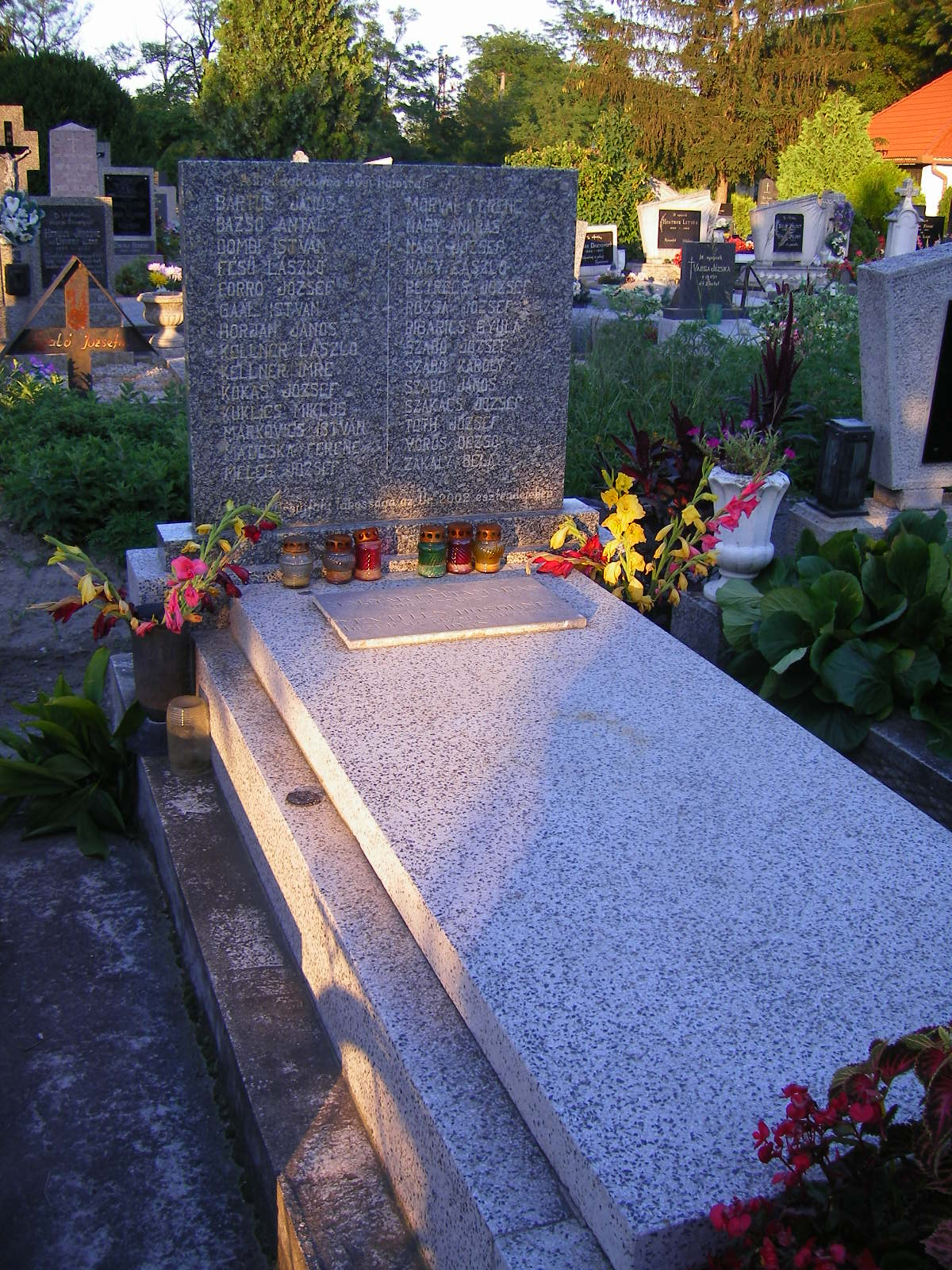
Második világháborús emlékmű
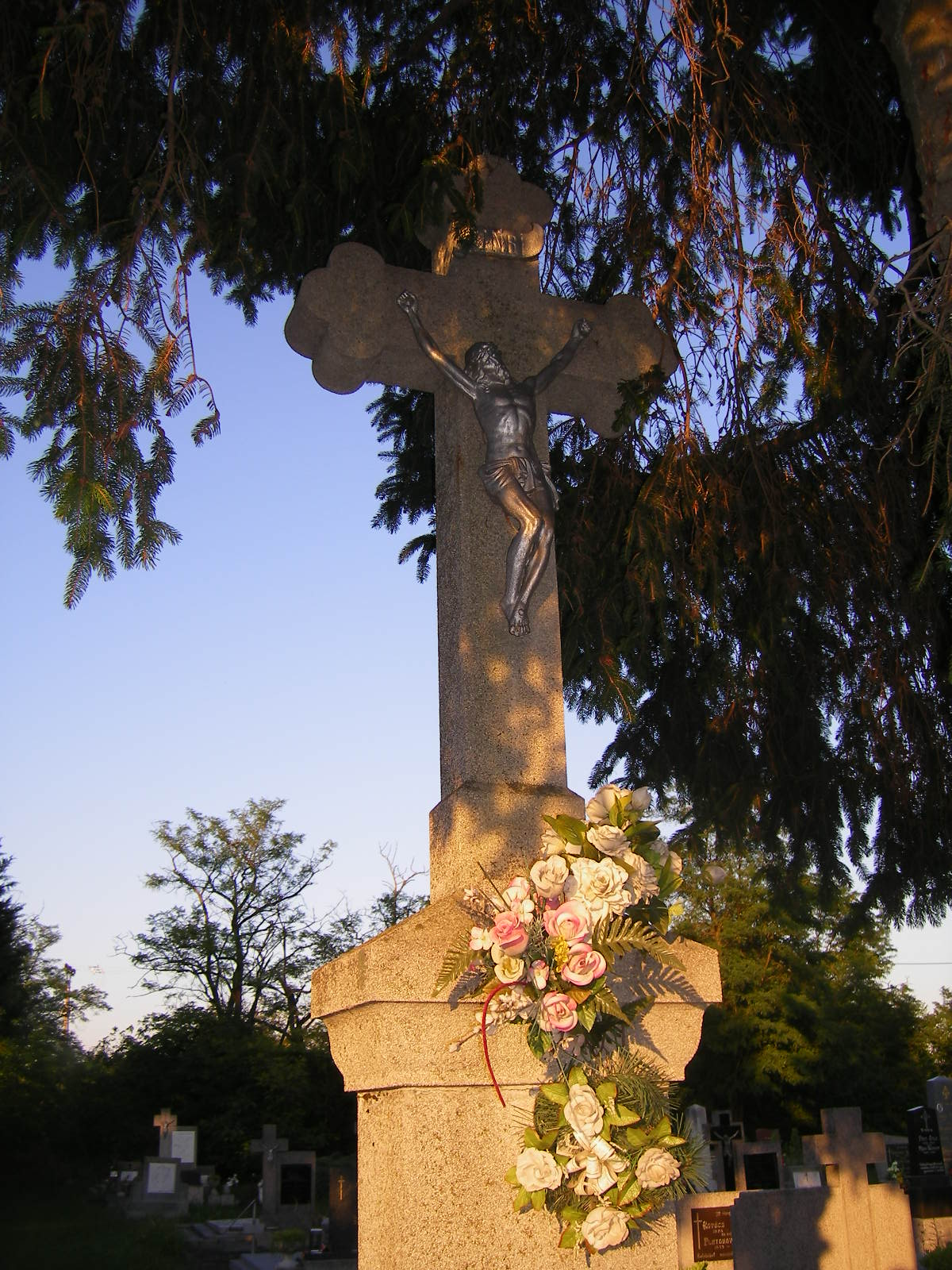
Temetői kereszt
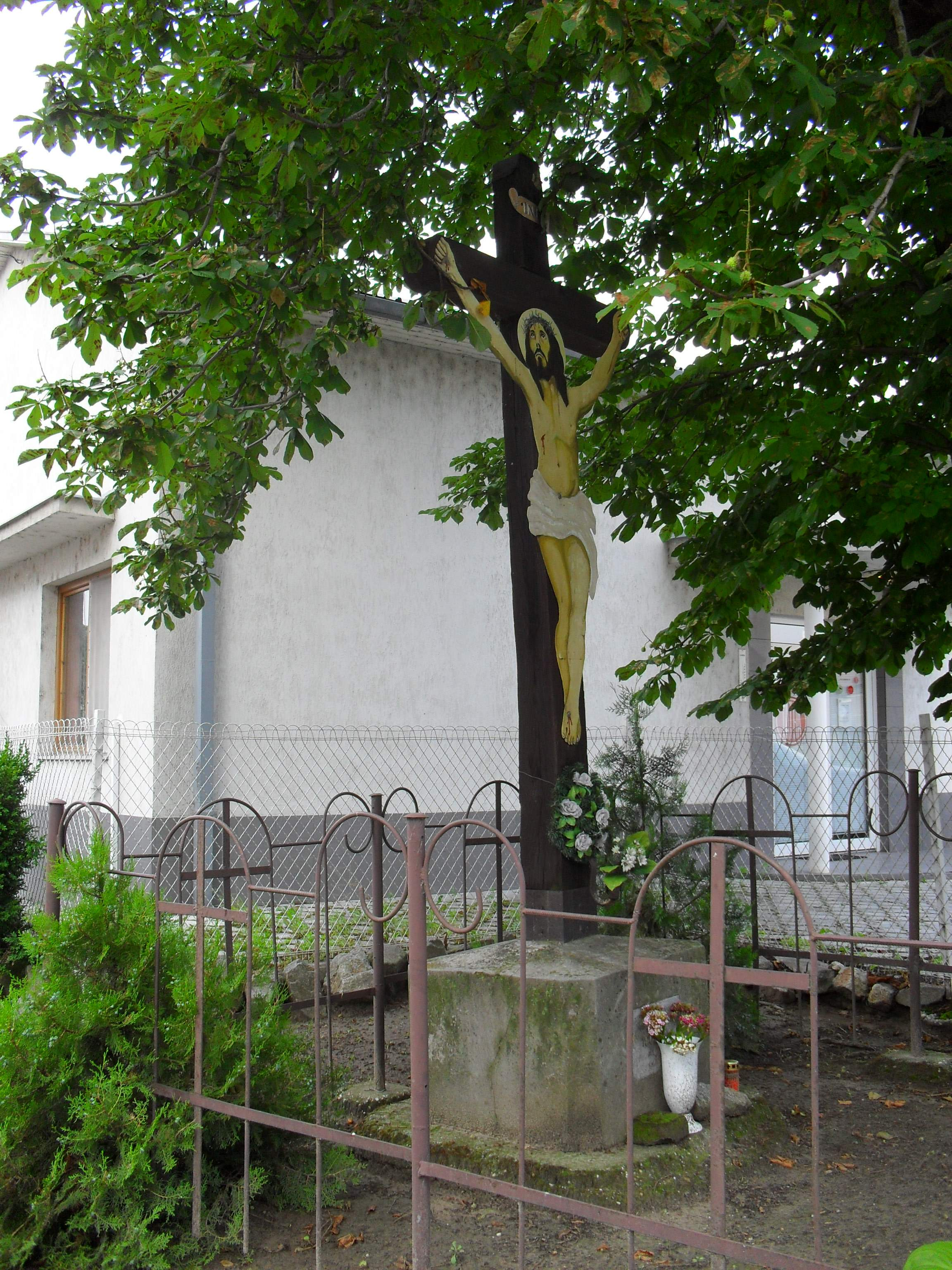
A templommal szemben álló feszület

### Puszták, külterületek

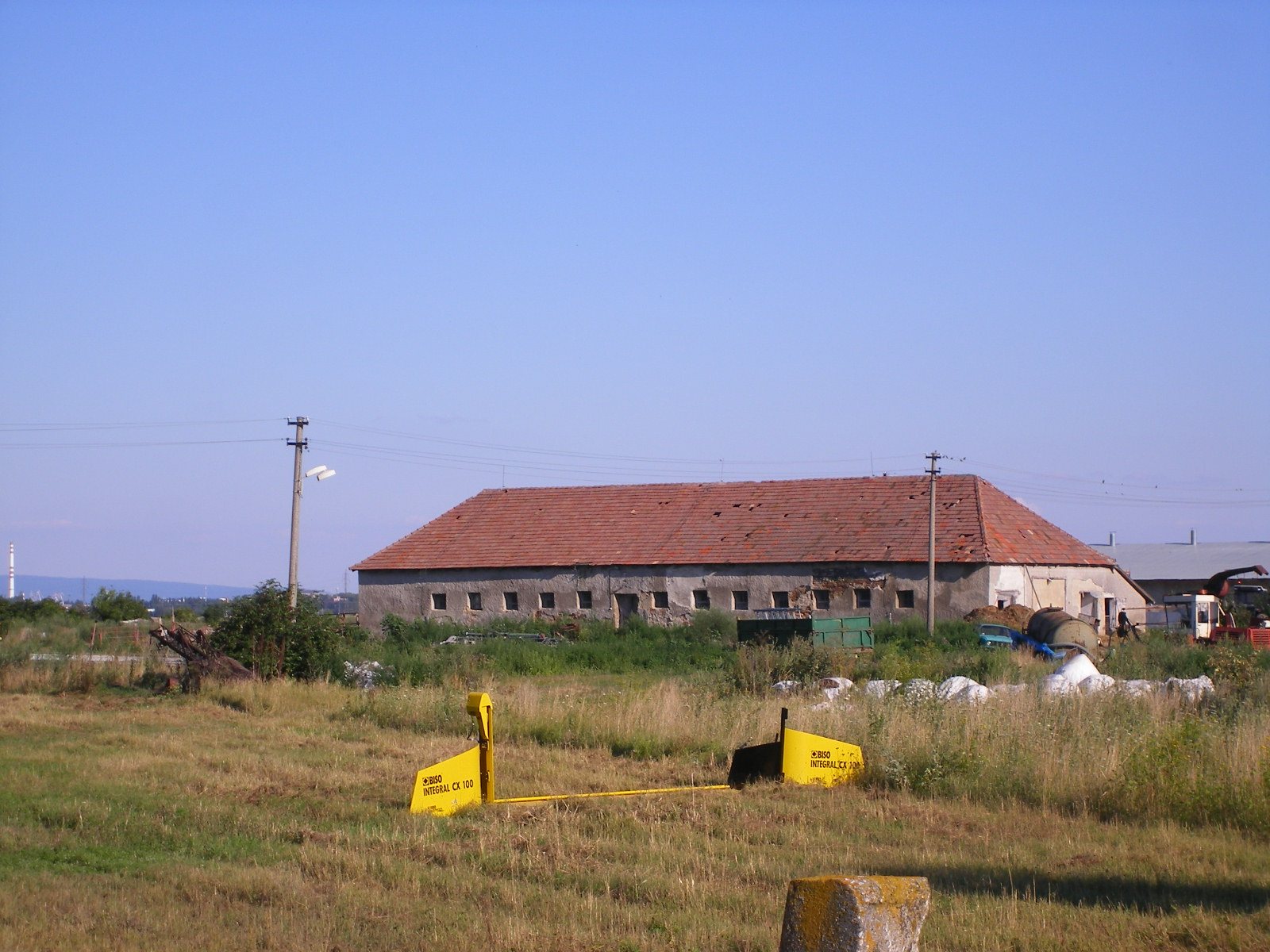
Pusztatamási
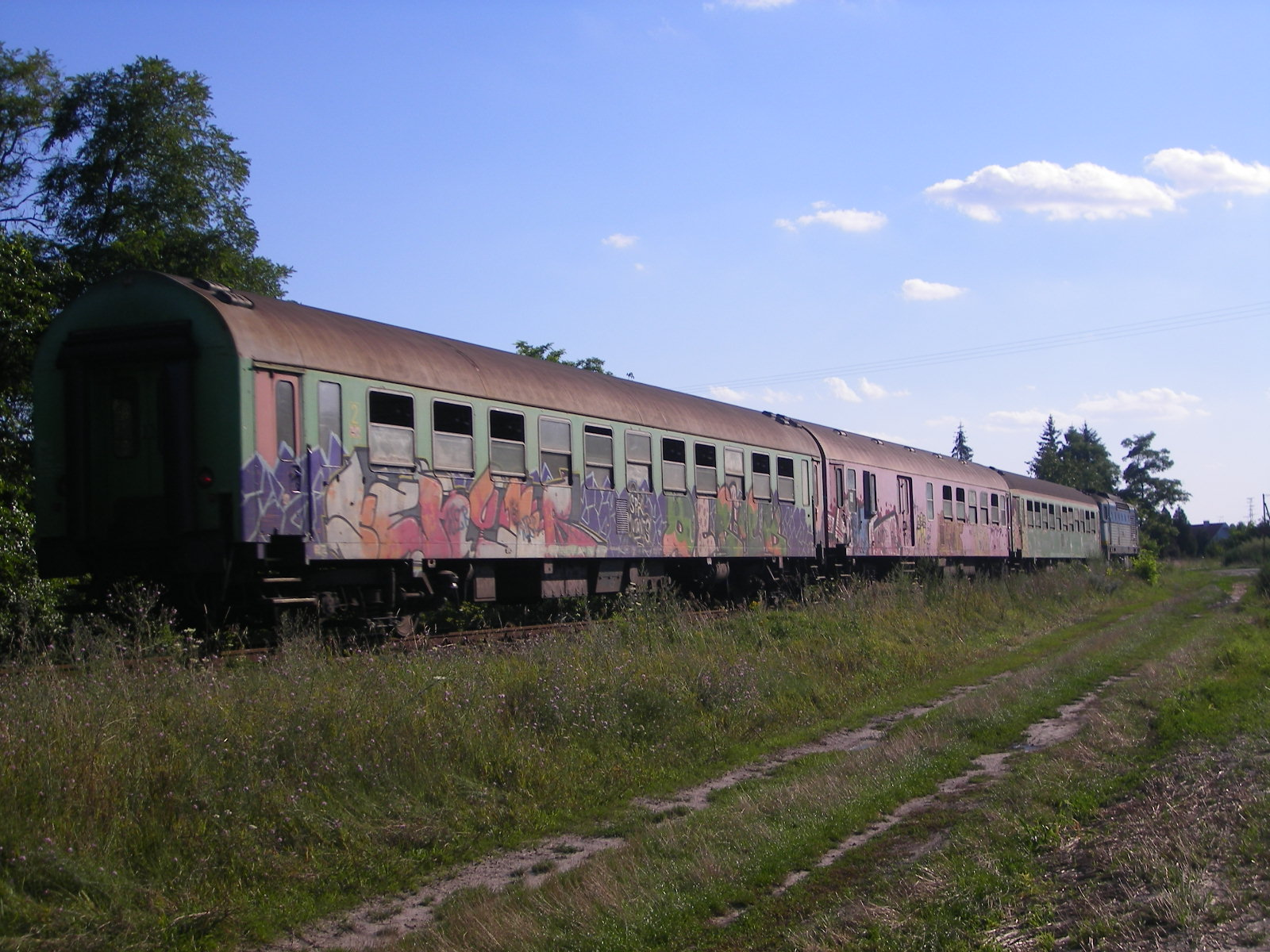
A Komárom-Pozsony személyvonat Vadasnál
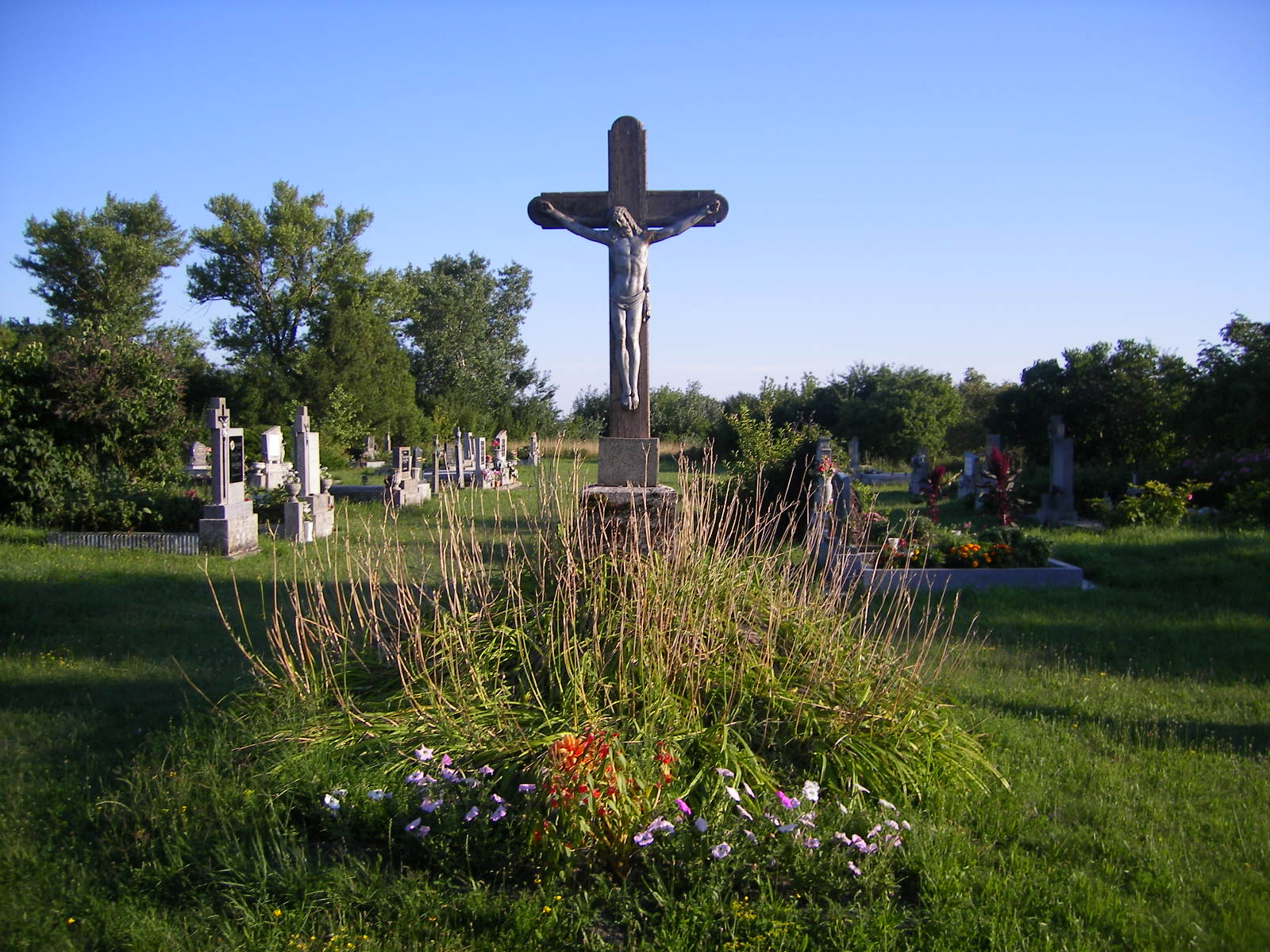
Cserhátpuszta - temetői feszület
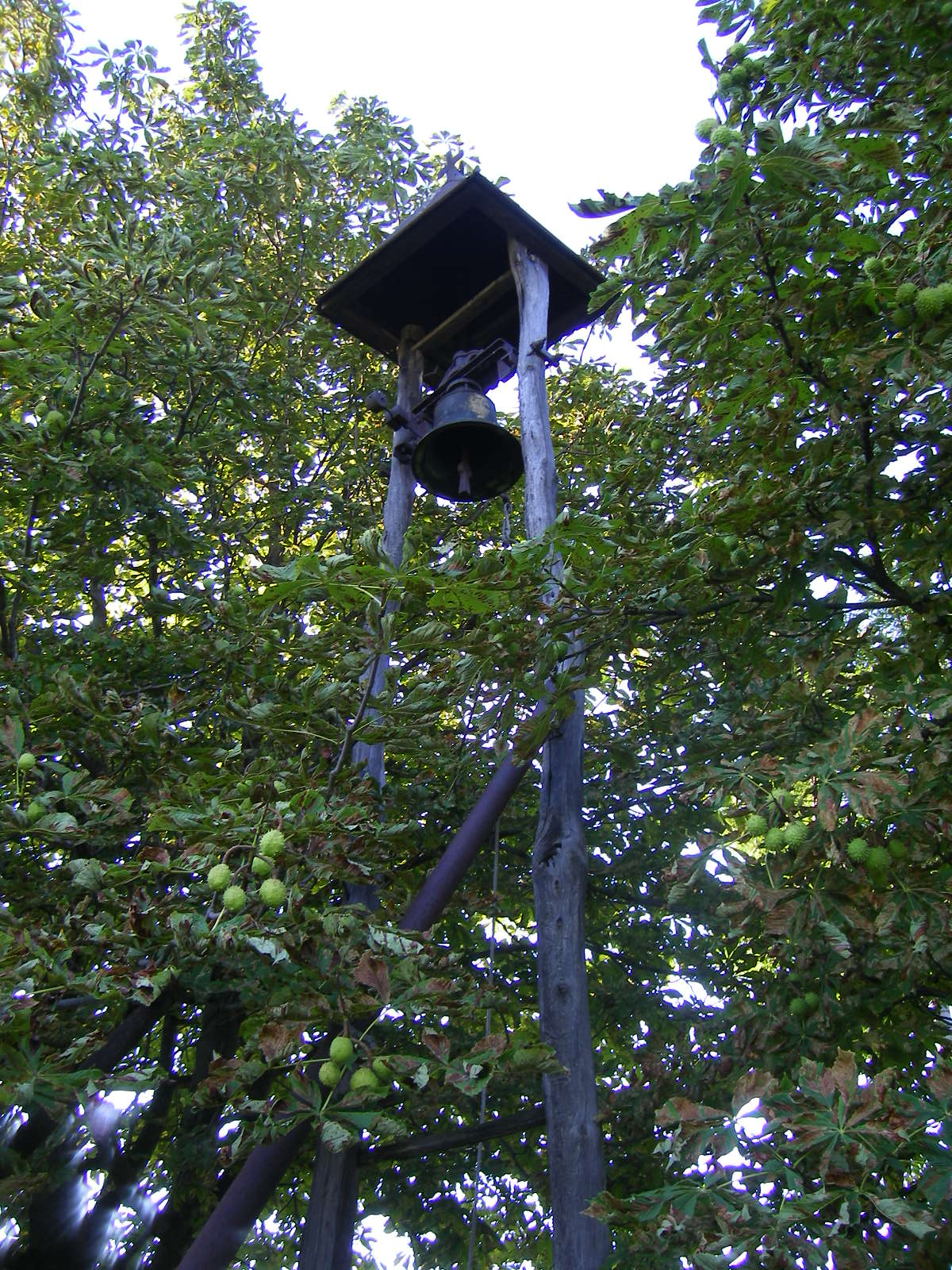
Cserhátpuszta - temetői harangláb
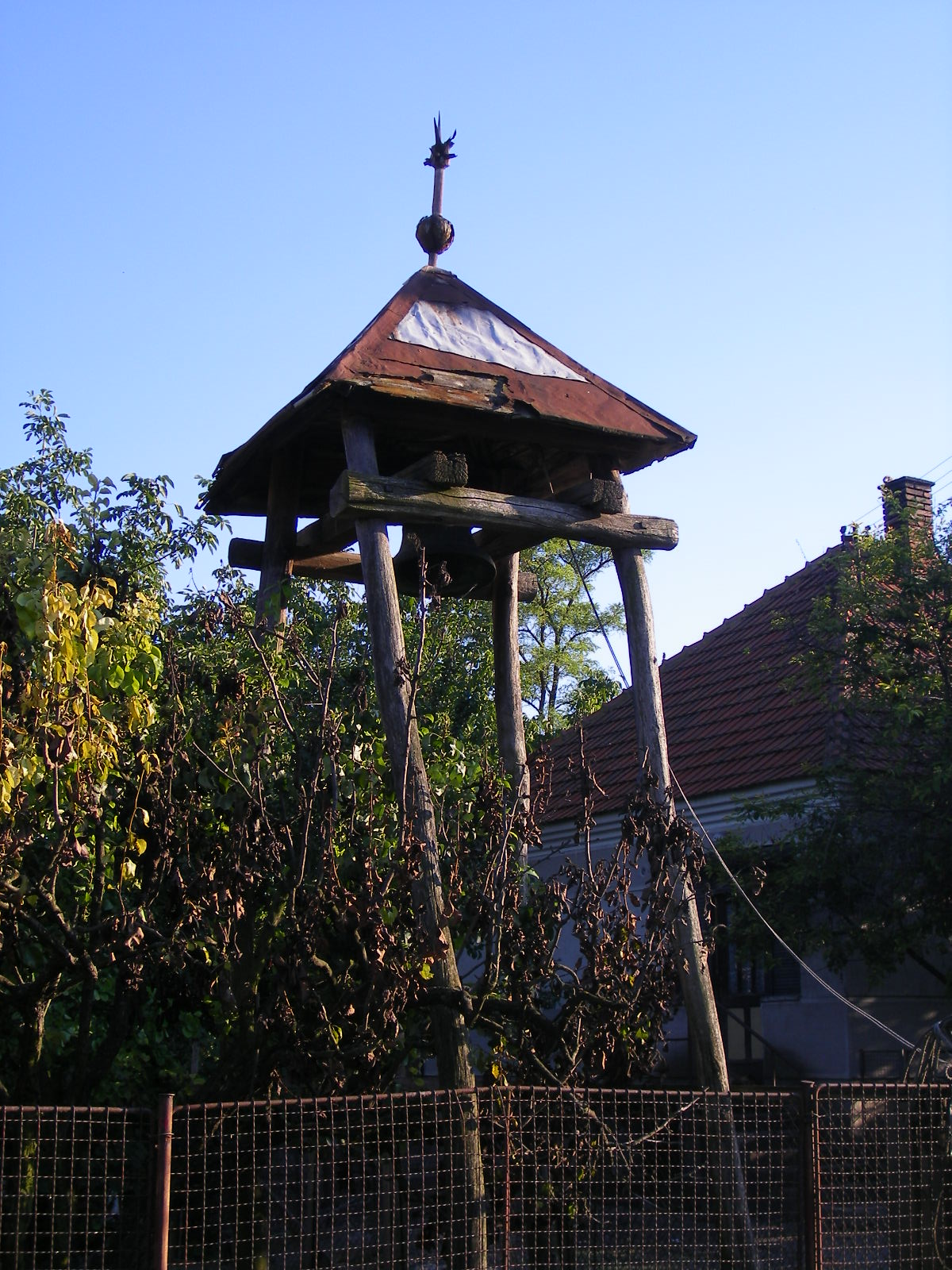
Cserhátpuszta - református harangláb
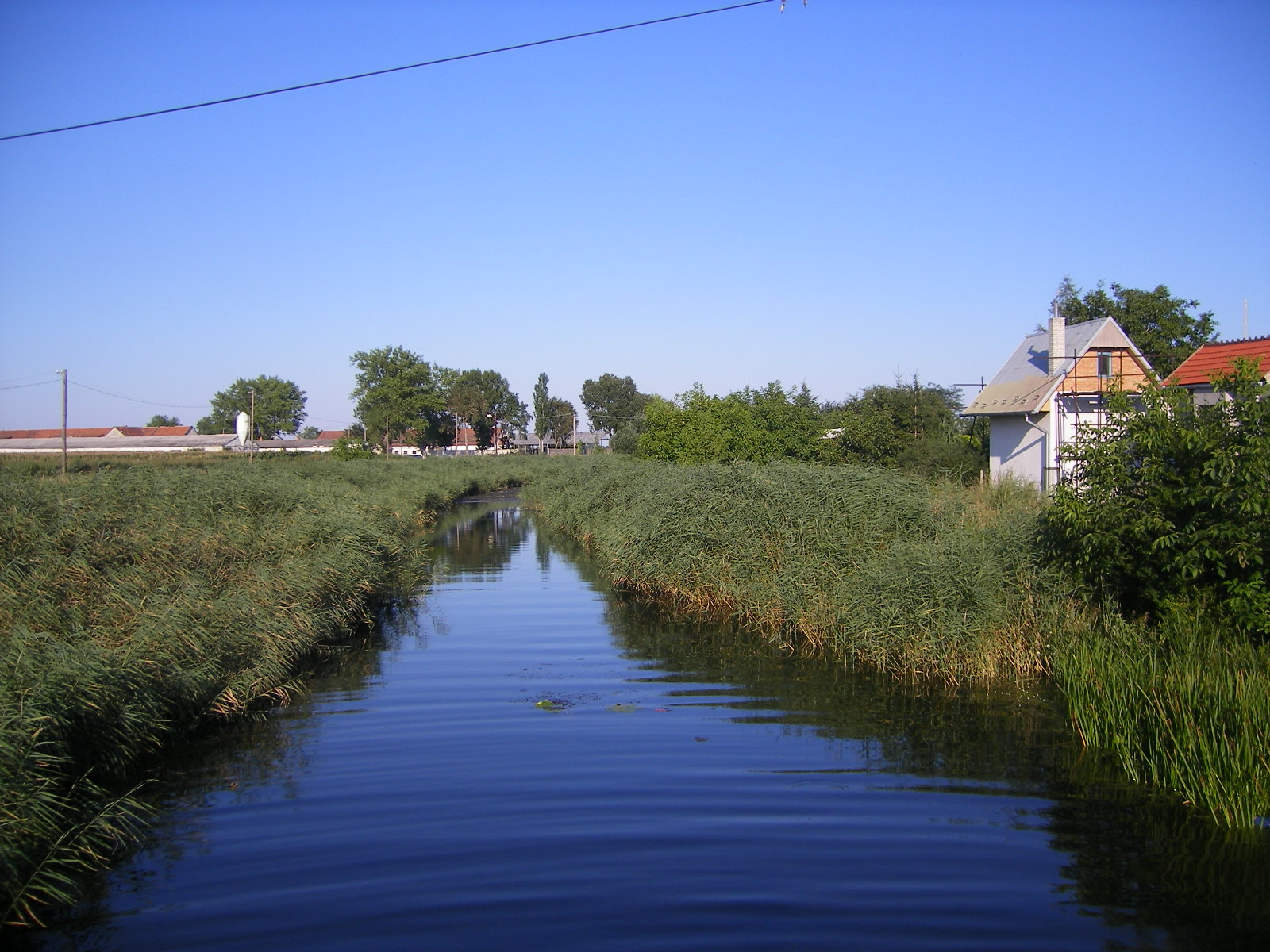
Cserhátpuszta - Komáromi főcsatorna
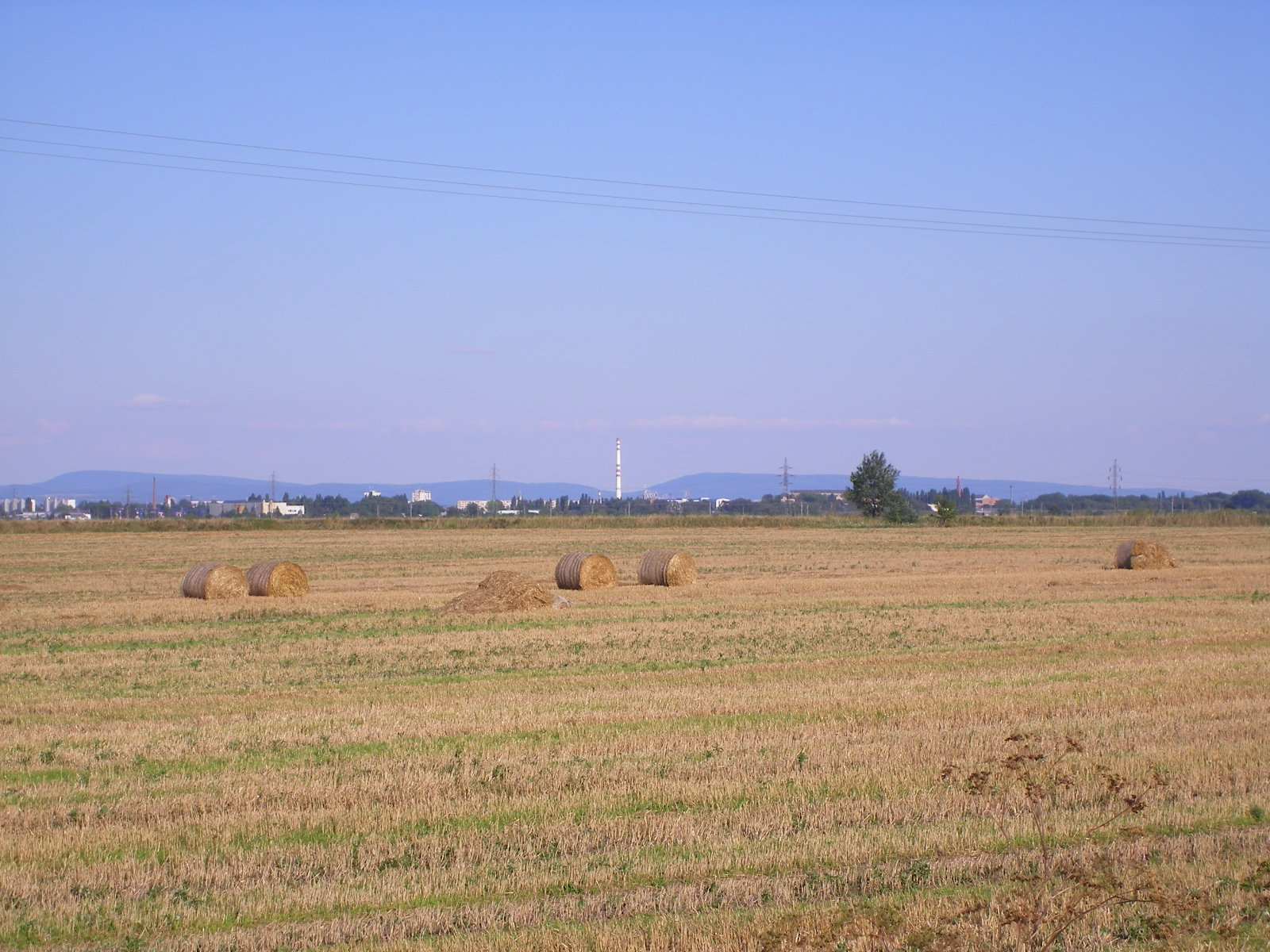
Pusztatamási tájkép, háttérben Komárommal és a Gerecsével
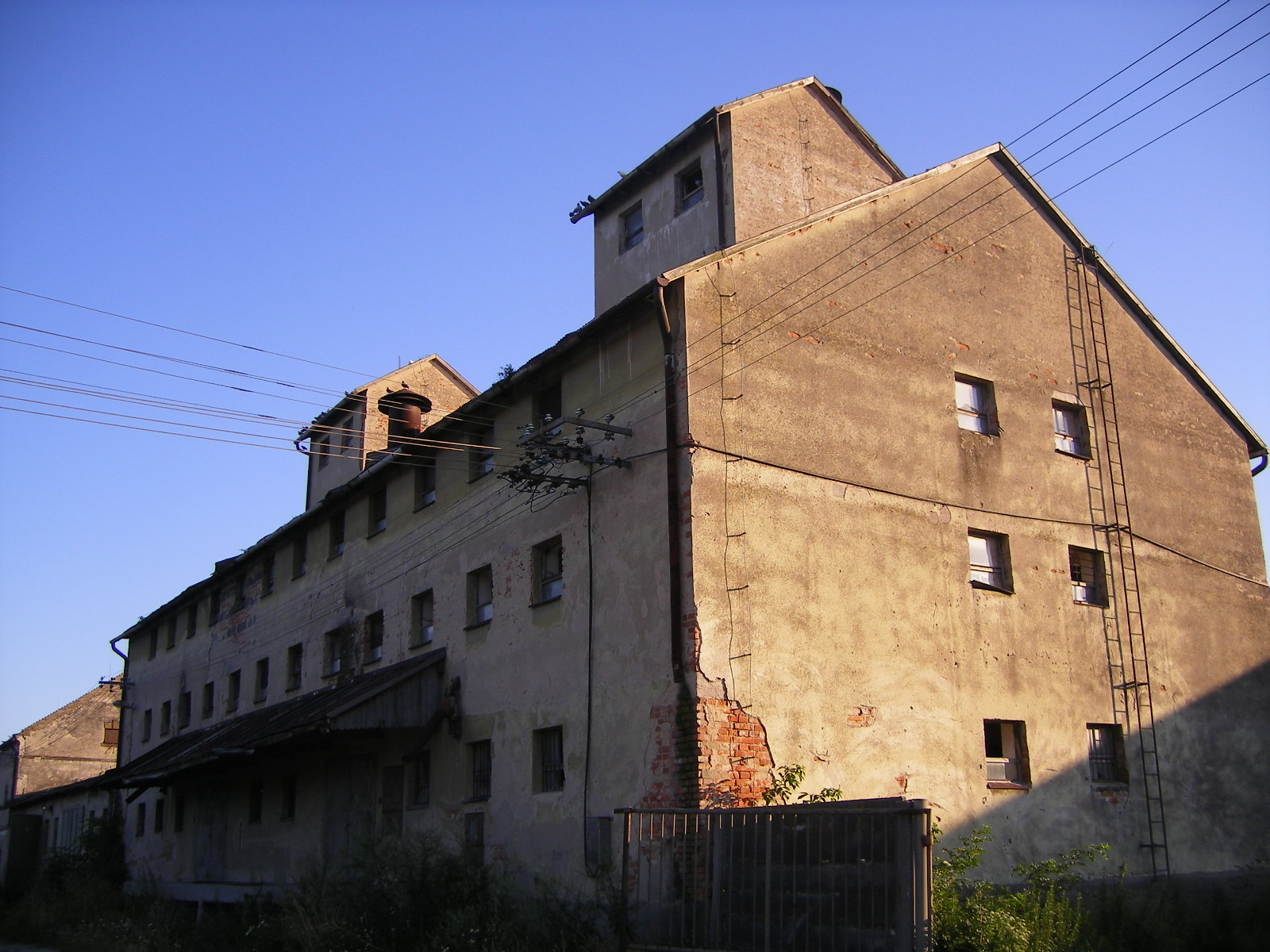
Szentpálpuszta